# Convocazioni per il campionato mondiale di calcio 2018
Elenco dei giocatori convocati da ciascuna Nazionale partecipante al Campionato mondiale di calcio 2018.
L'età dei giocatori riportata è relativa al 14 giugno, data di inizio della manifestazione, il numero di presenze e gol al 4 giugno, data di presentazione delle liste.
Il simbolo  indica il capitano della squadra.

## Gruppo A

### Arabia Saudita
Commissario tecnico:  Juan Antonio Pizzi
Lista dei convocati resa nota il 4 giugno 2018.
| N. | Pos. | Giocatore             | Data nascita (età)          | Pres. | Reti | Squadra    |
| -- | ---- | --------------------- | --------------------------- | ----- | ---- | ---------- |
| 1  | P    | Abdullah Al-Mayouf    | 23 gennaio 1987 (31 anni)   | 10    | 0    | Al-Hilal   |
| 2  | D    | Mansoor Al-Harbi      | 19 ottobre 1987 (30 anni)   | 39    | 1    | Al-Ahli    |
| 3  | D    | Osama Hawsawi         | 31 marzo 1984 (34 anni)     | 134   | 7    | Al-Hilal   |
| 4  | D    | Ali Al-Bulaihi        | 21 novembre 1989 (28 anni)  | 3     | 0    | Al-Hilal   |
| 5  | D    | Omar Hawsawi          | 27 settembre 1985 (32 anni) | 41    | 3    | Al-Nassr   |
| 6  | D    | Mohammed Al-Breik     | 15 settembre 1992 (25 anni) | 10    | 1    | Al-Hilal   |
| 7  | C    | Salman Al-Faraj       | 1º agosto 1989 (28 anni)    | 42    | 3    | Al-Hilal   |
| 8  | C    | Yahya Al-Shehri       | 26 giugno 1990 (27 anni)    | 56    | 8    | Leganés    |
| 9  | C    | Hattan Bahebri        | 16 luglio 1992 (25 anni)    | 4     | 0    | Al-Shabab  |
| 10 | A    | Mohammad Al-Sahlawi   | 10 gennaio 1987 (31 anni)   | 39    | 28   | Al-Nassr   |
| 11 | C    | Abdulmalek Al-Khaibri | 13 marzo 1986 (32 anni)     | 36    | 0    | Al-Hilal   |
| 12 | C    | Mohamed Kanno         | 22 settembre 1994 (23 anni) | 6     | 1    | Al-Hilal   |
| 13 | D    | Yasir Al-Shahrani     | 25 maggio 1992 (26 anni)    | 36    | 0    | Al-Hilal   |
| 14 | C    | Abdullah Otayf        | 3 agosto 1992 (25 anni)     | 15    | 1    | Al-Hilal   |
| 15 | C    | Abdullah Al-Khaibari  | 16 agosto 1996 (21 anni)    | 4     | 0    | Al-Shabab  |
| 16 | C    | Housain Al-Mogahwi    | 24 marzo 1988 (30 anni)     | 17    | 1    | Al-Ahli    |
| 17 | C    | Taisir Al-Jassim      | 25 luglio 1984 (33 anni)    | 131   | 18   | Al-Ahli    |
| 18 | C    | Salem Al-Dossari      | 19 agosto 1991 (26 anni)    | 32    | 4    | Villarreal |
| 19 | A    | Fahad Al-Muwallad     | 14 settembre 1994 (23 anni) | 44    | 10   | Levante    |
| 20 | A    | Muhannad Assiri       | 14 ottobre 1986 (31 anni)   | 18    | 4    | Al-Ahli    |
| 21 | P    | Yasser Al Mosailem    | 27 febbraio 1984 (34 anni)  | 32    | 0    | Al-Ahli    |
| 22 | P    | Mohammed Al-Owais     | 10 ottobre 1991 (26 anni)   | 6     | 0    | Al-Ahli    |
| 23 | D    | Motaz Hawsawi         | 17 febbraio 1992 (26 anni)  | 17    | 0    | Al-Ahli    |

### Egitto
Commissario tecnico:  Héctor Cúper
Lista dei convocati resa nota il 4 giugno 2018.
| N. | Pos. | Giocatore           | Data nascita (età)          | Pres. | Reti | Squadra        |
| -- | ---- | ------------------- | --------------------------- | ----- | ---- | -------------- |
| 1  | P    | Essam El-Hadary     | 15 gennaio 1973 (45 anni)   | 157   | 0    | Al-Taawoun     |
| 2  | D    | Ali Gabr            | 10 gennaio 1989 (29 anni)   | 20    | 1    | West Bromwich  |
| 3  | D    | Ahmed Elmohamady    | 9 settembre 1987 (30 anni)  | 77    | 2    | Aston Villa    |
| 4  | D    | Omar Gaber          | 30 gennaio 1992 (26 anni)   | 23    | 0    | Los Angeles FC |
| 5  | C    | Sam Morsy           | 10 settembre 1991 (26 anni) | 4     | 0    | Wigan          |
| 6  | D    | Ahmed Hegazy        | 25 gennaio 1991 (27 anni)   | 44    | 1    | West Bromwich  |
| 7  | D    | Ahmed Fathi         | 10 novembre 1984 (33 anni)  | 125   | 3    | Al-Ahly        |
| 8  | C    | Tarek Hamed         | 24 ottobre 1988 (29 anni)   | 20    | 0    | Zamalek        |
| 9  | A    | Marwan Mohsen       | 26 febbraio 1989 (29 anni)  | 23    | 4    | Al-Ahly        |
| 10 | A    | Mohamed Salah       | 15 giugno 1992 (25 anni)    | 57    | 33   | Liverpool      |
| 11 | A    | Mahmoud Kahraba     | 13 aprile 1994 (24 anni)    | 18    | 3    | Al-Ittihad     |
| 12 | D    | Ayman Ashraf        | 9 aprile 1991 (27 anni)     | 4     | 0    | Al-Ahly        |
| 13 | D    | Mohamed Abdel-Shafy | 1º luglio 1985 (32 anni)    | 50    | 1    | Al-Fateh       |
| 14 | A    | Ramadan Sobhi       | 23 gennaio 1997 (21 anni)   | 22    | 1    | Stoke City     |
| 15 | D    | Mahmoud Hamdy       | 1º giugno 1995 (23 anni)    | 0     | 0    | Zamalek        |
| 16 | P    | Sherif Ekramy       | 1º luglio 1983 (34 anni)    | 22    | 0    | Al-Ahly        |
| 17 | C    | Mohamed Elneny      | 11 luglio 1992 (25 anni)    | 60    | 5    | Arsenal        |
| 18 | C    | Shikabala           | 5 marzo 1986 (32 anni)      | 29    | 2    | Al-Ra'ed       |
| 19 | C    | Abdallah Said       | 13 luglio 1985 (32 anni)    | 35    | 6    | KuPS           |
| 20 | D    | Saad Samir          | 1º aprile 1989 (29 anni)    | 11    | 0    | Al-Ahly        |
| 21 | C    | Mahmoud Hassan      | 1º ottobre 1994 (23 anni)   | 23    | 2    | Kasımpaşa      |
| 22 | C    | Amr Warda           | 13 settembre 1993 (24 anni) | 15    | 0    | Atromītos      |
| 23 | P    | Mohamed El-Shenawy  | 18 dicembre 1988 (29 anni)  | 2     | 0    | Al-Ahly        |

### Russia
Commissario tecnico:  Stanislav Čerčesov
Lista dei convocati resa nota il 3 giugno 2018.
| N. | Pos. | Giocatore         | Data nascita (età)          | Pres. | Reti | Squadra               |
| -- | ---- | ----------------- | --------------------------- | ----- | ---- | --------------------- |
| 1  | P    | Igor' Akinfeev    | 8 aprile 1986 (32 anni)     | 105   | 0    | CSKA Mosca            |
| 2  | D    | Mário Fernandes   | 19 settembre 1990 (27 anni) | 4     | 0    | CSKA Mosca            |
| 3  | D    | Il'ja Kutepov     | 29 luglio 1993 (24 anni)    | 6     | 0    | Spartak Mosca         |
| 4  | D    | Sergej Ignaševič  | 14 luglio 1979 (38 anni)    | 121   | 8    | CSKA Mosca            |
| 5  | D    | Andrej Semënov    | 24 marzo 1989 (29 anni)     | 6     | 0    | Achmat Groznyj        |
| 6  | C    | Denis Čeryšev     | 26 dicembre 1990 (27 anni)  | 11    | 0    | Villarreal            |
| 7  | C    | Daler Kuzjaev     | 15 gennaio 1993 (25 anni)   | 5     | 0    | Zenit San Pietroburgo |
| 8  | C    | Jurij Gazinskij   | 20 luglio 1989 (28 anni)    | 5     | 0    | Krasnodar             |
| 9  | C    | Alan Dzagoev      | 17 giugno 1990 (27 anni)    | 56    | 9    | CSKA Mosca            |
| 10 | A    | Fëdor Smolov      | 9 febbraio 1990 (28 anni)   | 31    | 12   | Krasnodar             |
| 11 | C    | Roman Zobnin      | 11 febbraio 1994 (24 anni)  | 11    | 0    | Spartak Mosca         |
| 12 | P    | Andrej Lunëv      | 13 novembre 1991 (26 anni)  | 3     | 0    | Zenit San Pietroburgo |
| 13 | D    | Fëdor Kudrjašov   | 5 aprile 1987 (31 anni)     | 18    | 0    | Rubin                 |
| 14 | D    | Vladimir Granat   | 22 maggio 1987 (31 anni)    | 12    | 1    | Rubin                 |
| 15 | C    | Aleksej Mirančuk  | 17 ottobre 1995 (22 anni)   | 17    | 4    | Lokomotiv Mosca       |
| 16 | C    | Anton Mirančuk    | 17 ottobre 1995 (22 anni)   | 5     | 0    | Lokomotiv Mosca       |
| 17 | C    | Aleksandr Golovin | 30 maggio 1996 (22 anni)    | 18    | 2    | CSKA Mosca            |
| 18 | C    | Jurij Žirkov      | 20 agosto 1983 (34 anni)    | 83    | 2    | Zenit San Pietroburgo |
| 19 | C    | Aleksandr Samedov | 19 giugno 1984 (33 anni)    | 47    | 6    | Spartak Mosca         |
| 20 | P    | Vladimir Gabulov  | 19 ottobre 1983 (34 anni)   | 10    | 0    | Club Bruges           |
| 21 | C    | Aleksandr Erochin | 13 ottobre 1989 (28 anni)   | 17    | 0    | Zenit San Pietroburgo |
| 22 | A    | Artëm Dzjuba      | 22 agosto 1988 (29 anni)    | 23    | 11   | Arsenal Tula          |
| 23 | D    | Igor' Smol'nikov  | 8 agosto 1988 (29 anni)     | 26    | 0    | Zenit San Pietroburgo |

### Uruguay
Commissario tecnico:  Óscar Tabárez
Lista dei convocati resa nota il 2 giugno 2018.
| N. | Pos. | Giocatore              | Data nascita (età)          | Pres. | Reti | Squadra             |
| -- | ---- | ---------------------- | --------------------------- | ----- | ---- | ------------------- |
| 1  | P    | Fernando Muslera       | 16 giugno 1986 (31 anni)    | 96    | 0    | Galatasaray         |
| 2  | D    | José Giménez           | 20 gennaio 1995 (23 anni)   | 41    | 4    | Atlético Madrid     |
| 3  | D    | Diego Godín            | 16 febbraio 1986 (32 anni)  | 115   | 8    | Atlético Madrid     |
| 4  | D    | Guillermo Varela       | 24 marzo 1993 (25 anni)     | 3     | 0    | Peñarol             |
| 5  | C    | Carlos Sánchez         | 2 dicembre 1984 (33 anni)   | 35    | 1    | Monterrey           |
| 6  | C    | Rodrigo Bentancur      | 5 giugno 1997 (21 anni)     | 6     | 0    | Juventus            |
| 7  | C    | Cristian Rodríguez     | 30 settembre 1985 (32 anni) | 104   | 11   | Peñarol             |
| 8  | C    | Nahitan Nández         | 28 dicembre 1995 (22 anni)  | 11    | 0    | Boca Juniors        |
| 9  | A    | Luis Suárez            | 24 gennaio 1987 (31 anni)   | 97    | 50   | Barcellona          |
| 10 | C    | Giorgian De Arrascaeta | 1º maggio 1994 (24 anni)    | 13    | 1    | Cruzeiro            |
| 11 | A    | Cristhian Stuani       | 10 dicembre 1986 (31 anni)  | 40    | 5    | Girona              |
| 12 | P    | Martín Campaña         | 29 maggio 1989 (29 anni)    | 1     | 0    | Independiente       |
| 13 | D    | Gastón Silva           | 5 marzo 1994 (24 anni)      | 17    | 0    | Independiente       |
| 14 | C    | Lucas Torreira         | 11 febbraio 1996 (22 anni)  | 2     | 0    | Sampdoria           |
| 15 | C    | Matías Vecino          | 24 agosto 1991 (26 anni)    | 21    | 1    | Inter               |
| 16 | D    | Maxi Pereira           | 8 giugno 1984 (34 anni)     | 124   | 3    | Porto               |
| 17 | C    | Diego Laxalt           | 7 febbraio 1993 (25 anni)   | 5     | 0    | Genoa               |
| 18 | A    | Maxi Gómez             | 14 agosto 1996 (21 anni)    | 4     | 0    | Celta Vigo          |
| 19 | D    | Sebastián Coates       | 7 ottobre 1990 (27 anni)    | 30    | 1    | Sporting Lisbona    |
| 20 | A    | Jonathan Urretaviscaya | 19 marzo 1990 (28 anni)     | 4     | 0    | Monterrey           |
| 21 | A    | Edinson Cavani         | 14 febbraio 1987 (31 anni)  | 100   | 42   | Paris Saint-Germain |
| 22 | D    | Martín Cáceres         | 7 aprile 1987 (31 anni)     | 75    | 4    | Lazio               |
| 23 | P    | Martín Silva           | 23 marzo 1983 (35 anni)     | 11    | 0    | Vasco da Gama       |

## Gruppo B

### Iran
Commissario tecnico:  Carlos Queiroz
Lista dei convocati resa nota il 4 giugno 2018.
| N. | Pos. | Giocatore                | Data nascita (età)          | Pres. | Reti | Squadra           |
| -- | ---- | ------------------------ | --------------------------- | ----- | ---- | ----------------- |
| 1  | P    | Alireza Beiranvand       | 21 settembre 1992 (25 anni) | 21    | 0    | Persepolis        |
| 2  | C    | Mehdi Torabi             | 10 settembre 1994 (23 anni) | 16    | 4    | Saipa             |
| 3  | D    | Ehsan Hajsafi            | 25 febbraio 1990 (28 anni)  | 93    | 6    | Olympiacos        |
| 4  | D    | Rouzbeh Cheshmi          | 24 luglio 1993 (24 anni)    | 9     | 1    | Esteghlal         |
| 5  | D    | Milad Mohammadi          | 29 settembre 1993 (24 anni) | 18    | 0    | Achmat Groznyj    |
| 6  | C    | Saeid Ezatolahi          | 1º ottobre 1996 (21 anni)   | 25    | 1    | Amkar Perm'       |
| 7  | C    | Masoud Shojaei           | 9 giugno 1984 (34 anni)     | 73    | 8    | AEK Atene         |
| 8  | D    | Morteza Pouraliganji     | 19 aprile 1992 (26 anni)    | 26    | 2    | Al-Sadd           |
| 9  | C    | Omid Ebrahimi            | 16 settembre 1987 (30 anni) | 29    | 0    | Esteghlal         |
| 10 | A    | Karim Ansarifard         | 3 aprile 1990 (28 anni)     | 63    | 16   | Olympiacos        |
| 11 | C    | Vahid Amiri              | 2 aprile 1988 (30 anni)     | 35    | 1    | Persepolis        |
| 12 | P    | Mohammad Rashid Mazaheri | 18 maggio 1989 (29 anni)    | 3     | 0    | Zob Ahan          |
| 13 | D    | Mohammad Reza Khanzadeh  | 11 maggio 1991 (27 anni)    | 11    | 1    | Padideh           |
| 14 | A    | Saman Ghoddos            | 6 settembre 1993 (24 anni)  | 7     | 1    | Östersund         |
| 15 | D    | Pejman Montazeri         | 6 settembre 1983 (34 anni)  | 46    | 1    | Esteghlal         |
| 16 | A    | Reza Ghoochannejhad      | 20 settembre 1987 (30 anni) | 42    | 17   | Heerenveen        |
| 17 | A    | Mehdi Taremi             | 18 luglio 1992 (25 anni)    | 25    | 11   | Al-Gharafa        |
| 18 | A    | Alireza Jahanbakhsh      | 11 agosto 1993 (24 anni)    | 37    | 4    | AZ Alkmaar        |
| 19 | D    | Majid Hosseini           | 20 giugno 1996 (21 anni)    | 1     | 0    | Esteghlal         |
| 20 | A    | Sardar Azmoun            | 1º gennaio 1995 (23 anni)   | 32    | 23   | Rubin             |
| 21 | A    | Ashkan Dejagah           | 5 luglio 1986 (31 anni)     | 45    | 9    | Nottingham Forest |
| 22 | P    | Amir Abedzadeh           | 26 aprile 1993 (25 anni)    | 1     | 0    | Marítimo          |
| 23 | D    | Ramin Rezaian            | 21 marzo 1990 (28 anni)     | 27    | 2    | Ostenda           |

### Marocco
Commissario tecnico:  Hervé Renard
Lista dei convocati resa nota il 17 maggio 2018.
| N. | Pos. | Giocatore              | Data nascita (età)         | Pres. | Reti | Squadra             |
| -- | ---- | ---------------------- | -------------------------- | ----- | ---- | ------------------- |
| 1  | P    | Yassine Bounou         | 5 aprile 1991 (27 anni)    | 10    | 0    | Girona              |
| 2  | D    | Achraf Hakimi          | 4 novembre 1998 (19 anni)  | 7     | 1    | Real Madrid         |
| 3  | D    | Hamza Mendyl           | 21 ottobre 1997 (20 anni)  | 11    | 0    | Lilla               |
| 4  | D    | Manuel da Costa        | 6 maggio 1986 (32 anni)    | 25    | 1    | İstanbul Başakşehir |
| 5  | D    | Medhi Benatia          | 17 aprile 1987 (31 anni)   | 54    | 2    | Juventus            |
| 6  | D    | Romain Saïss           | 26 marzo 1990 (28 anni)    | 21    | 1    | Wolverhampton       |
| 7  | C    | Hakim Ziyech           | 19 marzo 1993 (25 anni)    | 15    | 8    | Ajax                |
| 8  | C    | Karim El Ahmadi        | 27 gennaio 1985 (33 anni)  | 48    | 1    | Feyenoord           |
| 9  | A    | Ayoub El Kaabi         | 26 giugno 1993 (24 anni)   | 8     | 10   | RS Berkane          |
| 10 | C    | Younès Belhanda        | 25 febbraio 1990 (28 anni) | 44    | 3    | Galatasaray         |
| 11 | C    | Fayçal Fajr            | 1º agosto 1988 (29 anni)   | 21    | 2    | Getafe              |
| 12 | P    | Munir Mohamedi         | 10 maggio 1989 (29 anni)   | 25    | 0    | Numancia            |
| 13 | A    | Khalid Boutaïb         | 24 aprile 1987 (31 anni)   | 15    | 7    | Malatyaspor         |
| 14 | C    | Mbark Boussoufa        | 15 agosto 1984 (33 anni)   | 56    | 7    | Al-Jazira           |
| 15 | C    | Youssef Aït Bennasser  | 7 luglio 1996 (21 anni)    | 11    | 0    | Caen                |
| 16 | C    | Nordin Amrabat         | 31 marzo 1987 (31 anni)    | 41    | 4    | Leganés             |
| 17 | D    | Nabil Dirar            | 25 febbraio 1986 (32 anni) | 34    | 3    | Fenerbahçe          |
| 18 | C    | Amine Harit            | 18 giugno 1997 (20 anni)   | 3     | 0    | Schalke 04          |
| 19 | D    | Youssef En-Nesyri      | 1º giugno 1997 (21 anni)   | 16    | 2    | Malaga              |
| 20 | A    | Aziz Bouhaddouz        | 29 gennaio 1987 (31 anni)  | 13    | 3    | St. Pauli           |
| 21 | C    | Sofyan Amrabat         | 21 agosto 1996 (21 anni)   | 4     | 0    | Feyenoord           |
| 22 | P    | Ahmed Reda Tagnaouti   | 5 aprile 1996 (22 anni)    | 2     | 0    | IR Tanger           |
| 23 | C    | Mehdi Carcela-González | 1º luglio 1989 (28 anni)   | 19    | 1    | Standard Liegi      |

### Portogallo
Commissario tecnico:  Fernando Santos
Lista dei convocati resa nota il 17 maggio 2018.
| N. | Pos. | Giocatore         | Data nascita (età)          | Pres. | Reti | Squadra           |
| -- | ---- | ----------------- | --------------------------- | ----- | ---- | ----------------- |
| 1  | P    | Rui Patrício      | 15 febbraio 1988 (30 anni)  | 68    | 0    | Sporting Lisbona  |
| 2  | D    | Bruno Alves       | 27 novembre 1981 (36 anni)  | 95    | 11   | Rangers           |
| 3  | D    | Pepe              | 26 febbraio 1983 (35 anni)  | 92    | 5    | Beşiktaş          |
| 4  | C    | Manuel Fernandes  | 5 febbraio 1986 (32 anni)   | 12    | 3    | Lokomotiv Mosca   |
| 5  | D    | Raphaël Guerreiro | 22 dicembre 1993 (24 anni)  | 21    | 2    | Borussia Dortmund |
| 6  | D    | José Fonte        | 21 dicembre 1983 (34 anni)  | 28    | 0    | Dalian Yifang     |
| 7  | A    | Cristiano Ronaldo | 5 febbraio 1985 (33 anni)   | 149   | 81   | Real Madrid       |
| 8  | C    | João Moutinho     | 8 settembre 1986 (31 anni)  | 107   | 7    | Monaco            |
| 9  | A    | André Silva       | 6 novembre 1995 (22 anni)   | 20    | 11   | Milan             |
| 10 | C    | João Mário        | 19 gennaio 1993 (25 anni)   | 33    | 1    | West Ham Utd      |
| 11 | C    | Bernardo Silva    | 10 agosto 1994 (23 anni)    | 22    | 2    | Manchester City   |
| 12 | P    | Anthony Lopes     | 1º ottobre 1990 (27 anni)   | 6     | 0    | Olympique Lione   |
| 13 | D    | Rúben Dias        | 14 maggio 1997 (21 anni)    | 0     | 0    | Benfica           |
| 14 | C    | William Carvalho  | 7 aprile 1992 (26 anni)     | 40    | 2    | Sporting Lisbona  |
| 15 | D    | Ricardo Pereira   | 6 ottobre 1993 (24 anni)    | 3     | 0    | Porto             |
| 16 | C    | Bruno Fernandes   | 8 settembre 1994 (23 anni)  | 4     | 0    | Sporting Lisbona  |
| 17 | A    | Gonçalo Guedes    | 29 novembre 1996 (21 anni)  | 7     | 1    | Valencia          |
| 18 | A    | Gelson Martins    | 11 maggio 1995 (23 anni)    | 17    | 0    | Sporting Lisbona  |
| 19 | D    | Mário Rui         | 27 maggio 1991 (27 anni)    | 1     | 0    | Napoli            |
| 20 | A    | Ricardo Quaresma  | 26 settembre 1983 (34 anni) | 74    | 9    | Beşiktaş          |
| 21 | D    | Cédric Soares     | 31 agosto 1991 (26 anni)    | 26    | 1    | Southampton       |
| 22 | P    | Beto              | 1º giugno 1982 (36 anni)    | 13    | 0    | Göztepe           |
| 23 | C    | Adrien Silva      | 15 marzo 1989 (29 anni)     | 21    | 1    | Leicester City    |

### Spagna
Commissario tecnico:  Fernando Hierro
Lista dei convocati resa nota il 21 maggio 2018.
| N. | Pos. | Giocatore         | Data nascita (età)         | Pres. | Reti | Squadra         |
| -- | ---- | ----------------- | -------------------------- | ----- | ---- | --------------- |
| 1  | P    | David de Gea      | 7 novembre 1990 (27 anni)  | 27    | 0    | Manchester Utd  |
| 2  | D    | Daniel Carvajal   | 11 gennaio 1992 (26 anni)  | 15    | 0    | Real Madrid     |
| 3  | D    | Gerard Piqué      | 2 febbraio 1987 (31 anni)  | 96    | 5    | Barcellona      |
| 4  | D    | Nacho             | 18 gennaio 1990 (28 anni)  | 15    | 0    | Real Madrid     |
| 5  | C    | Sergio Busquets   | 16 luglio 1988 (29 anni)   | 102   | 2    | Barcellona      |
| 6  | C    | Andrés Iniesta    | 11 maggio 1984 (34 anni)   | 125   | 14   | Barcellona      |
| 7  | C    | Saúl              | 21 novembre 1994 (23 anni) | 9     | 0    | Atlético Madrid |
| 8  | C    | Koke              | 8 gennaio 1992 (26 anni)   | 38    | 0    | Atlético Madrid |
| 9  | A    | Rodrigo           | 6 marzo 1991 (27 anni)     | 4     | 2    | Valencia        |
| 10 | C    | Thiago            | 11 aprile 1991 (27 anni)   | 27    | 2    | Bayern Monaco   |
| 11 | A    | Lucas Vázquez     | 1º luglio 1991 (26 anni)   | 5     | 0    | Real Madrid     |
| 12 | D    | Álvaro Odriozola  | 14 dicembre 1995 (22 anni) | 2     | 0    | Real Sociedad   |
| 13 | P    | Kepa Arrizabalaga | 3 ottobre 1994 (23 anni)   | 1     | 0    | Athletic Bilbao |
| 14 | D    | César Azpilicueta | 28 agosto 1989 (28 anni)   | 21    | 0    | Chelsea         |
| 15 | D    | Sergio Ramos      | 30 marzo 1986 (32 anni)    | 151   | 13   | Real Madrid     |
| 16 | D    | Nacho Monreal     | 26 febbraio 1986 (32 anni) | 21    | 1    | Arsenal         |
| 17 | A    | Iago Aspas        | 1º agosto 1987 (30 anni)   | 8     | 4    | Celta Vigo      |
| 18 | D    | Jordi Alba        | 21 marzo 1989 (29 anni)    | 60    | 8    | Barcellona      |
| 19 | A    | Diego Costa       | 7 ottobre 1988 (29 anni)   | 18    | 7    | Atlético Madrid |
| 20 | C    | Marco Asensio     | 21 gennaio 1996 (22 anni)  | 10    | 0    | Real Madrid     |
| 21 | C    | David Silva       | 8 gennaio 1986 (32 anni)   | 119   | 35   | Manchester City |
| 22 | C    | Isco              | 21 aprile 1992 (26 anni)   | 27    | 10   | Real Madrid     |
| 23 | P    | Pepe Reina        | 31 agosto 1982 (35 anni)   | 36    | 0    | Napoli          |

## Gruppo C

### Australia
Commissario tecnico:  Bert van Marwijk
Lista dei convocati resa nota il 3 giugno 2018.
| N. | Pos. | Giocatore        | Data nascita (età)          | Pres. | Reti | Squadra           |
| -- | ---- | ---------------- | --------------------------- | ----- | ---- | ----------------- |
| 1  | P    | Mathew Ryan      | 8 aprile 1992 (26 anni)     | 43    | 0    | Brighton          |
| 2  | D    | Miloš Degenek    | 28 aprile 1994 (24 anni)    | 18    | 0    | Yokohama FC       |
| 3  | D    | James Meredith   | 4 aprile 1988 (30 anni)     | 2     | 0    | Millwall          |
| 4  | A    | Tim Cahill       | 6 dicembre 1979 (38 anni)   | 105   | 50   | Millwall          |
| 5  | D    | Mark Milligan    | 4 agosto 1985 (32 anni)     | 70    | 6    | Al-Ahli           |
| 6  | D    | Matthew Jurman   | 8 dicembre 1989 (28 anni)   | 4     | 0    | Suwon             |
| 7  | A    | Mathew Leckie    | 4 febbraio 1991 (27 anni)   | 52    | 8    | Hertha Berlino    |
| 8  | C    | Massimo Luongo   | 25 settembre 1992 (25 anni) | 35    | 5    | QPR               |
| 9  | A    | Tomi Jurić       | 22 luglio 1991 (26 anni)    | 34    | 8    | Lucerna           |
| 10 | A    | Robbie Kruse     | 5 ottobre 1988 (29 anni)    | 63    | 5    | Bochum            |
| 11 | A    | Andrew Nabbout   | 17 dicembre 1992 (25 anni)  | 3     | 1    | Urawa Reds        |
| 12 | P    | Brad Jones       | 19 marzo 1982 (36 anni)     | 5     | 0    | Feyenoord         |
| 13 | C    | Aaron Mooy       | 15 settembre 1990 (27 anni) | 33    | 5    | Huddersfield Town |
| 14 | A    | Jamie Maclaren   | 29 luglio 1993 (24 anni)    | 6     | 0    | Hibernian         |
| 15 | C    | Mile Jedinak     | 3 agosto 1984 (33 anni)     | 75    | 18   | Aston Villa       |
| 16 | D    | Aziz Behich      | 16 ottobre 1990 (27 anni)   | 22    | 2    | Bursaspor         |
| 17 | A    | Daniel Arzani    | 4 gennaio 1999 (19 anni)    | 1     | 0    | Melbourne City    |
| 18 | P    | Danny Vukovic    | 27 marzo 1985 (33 anni)     | 1     | 0    | Genk              |
| 19 | D    | Joshua Risdon    | 27 luglio 1992 (25 anni)    | 7     | 0    | Western Sydney    |
| 20 | D    | Trent Sainsbury  | 5 gennaio 1992 (26 anni)    | 34    | 3    | Grasshoppers      |
| 21 | A    | Dimitri Petratos | 10 novembre 1992 (25 anni)  | 2     | 0    | Newcastle Jets    |
| 22 | C    | Jackson Irvine   | 7 marzo 1993 (25 anni)      | 18    | 2    | Hull City         |
| 23 | C    | Tom Rogić        | 16 dicembre 1992 (25 anni)  | 36    | 7    | Celtic            |

### Danimarca
Commissario tecnico:  Åge Hareide
Lista dei convocati resa nota il 3 giugno 2018.
| N. | Pos. | Giocatore           | Data nascita (età)          | Pres. | Reti | Squadra             |
| -- | ---- | ------------------- | --------------------------- | ----- | ---- | ------------------- |
| 1  | P    | Kasper Schmeichel   | 5 novembre 1986 (31 anni)   | 34    | 0    | Leicester City      |
| 2  | C    | Michael Krohn-Dehli | 6 giugno 1983 (35 anni)     | 58    | 6    | Deportivo La Coruña |
| 3  | D    | Jannik Vestergaard  | 3 agosto 1992 (25 anni)     | 16    | 1    | Borussia M'gladbach |
| 4  | D    | Simon Kjær          | 26 marzo 1989 (29 anni)     | 77    | 3    | Siviglia            |
| 5  | D    | Jonas Knudsen       | 16 settembre 1992 (25 anni) | 3     | 0    | Ipswich Town        |
| 6  | D    | Andreas Christensen | 10 aprile 1996 (22 anni)    | 15    | 1    | Chelsea             |
| 7  | C    | William Kvist       | 24 febbraio 1985 (33 anni)  | 79    | 2    | Copenaghen          |
| 8  | C    | Thomas Delaney      | 3 settembre 1991 (26 anni)  | 26    | 4    | Werder Brema        |
| 9  | A    | Nicolai Jørgensen   | 15 gennaio 1991 (27 anni)   | 30    | 8    | Feyenoord           |
| 10 | C    | Christian Eriksen   | 14 febbraio 1992 (26 anni)  | 77    | 21   | Tottenham           |
| 11 | A    | Martin Braithwaite  | 5 giugno 1991 (27 anni)     | 19    | 1    | Bordeaux            |
| 12 | A    | Kasper Dolberg      | 6 ottobre 1997 (20 anni)    | 5     | 1    | Ajax                |
| 13 | D    | Mathias Jørgensen   | 23 aprile 1990 (28 anni)    | 12    | 0    | Huddersfield Town   |
| 14 | D    | Henrik Dalsgaard    | 27 luglio 1989 (28 anni)    | 10    | 0    | Brentford           |
| 15 | A    | Viktor Fischer      | 9 giugno 1994 (24 anni)     | 18    | 3    | Copenaghen          |
| 16 | P    | Jonas Lössl         | 1º febbraio 1989 (29 anni)  | 1     | 0    | Huddersfield Town   |
| 17 | D    | Jens Stryger Larsen | 21 febbraio 1991 (27 anni)  | 12    | 1    | Udinese             |
| 18 | C    | Lukas Lerager       | 12 luglio 1993 (24 anni)    | 3     | 0    | Bordeaux            |
| 19 | C    | Lasse Schøne        | 27 maggio 1986 (32 anni)    | 35    | 3    | Ajax                |
| 20 | A    | Yussuf Poulsen      | 15 giugno 1994 (23 anni)    | 27    | 3    | RB Lipsia           |
| 21 | A    | Andreas Cornelius   | 16 marzo 1993 (25 anni)     | 18    | 4    | Atalanta            |
| 22 | P    | Frederik Rønnow     | 4 agosto 1992 (25 anni)     | 7     | 0    | Brøndby             |
| 23 | A    | Pione Sisto         | 4 febbraio 1995 (23 anni)   | 13    | 1    | Celta Vigo          |

### Francia
Commissario tecnico:  Didier Deschamps
Lista dei convocati resa nota il 17 maggio 2018.
| N. | Pos. | Giocatore         | Data nascita (età)          | Pres. | Reti | Squadra             |
| -- | ---- | ----------------- | --------------------------- | ----- | ---- | ------------------- |
| 1  | P    | Hugo Lloris       | 26 dicembre 1986 (31 anni)  | 96    | 0    | Tottenham           |
| 2  | D    | Benjamin Pavard   | 28 marzo 1996 (22 anni)     | 3     | 0    | Stoccarda           |
| 3  | D    | Presnel Kimpembe  | 13 agosto 1995 (22 anni)    | 1     | 0    | Paris Saint-Germain |
| 4  | D    | Raphaël Varane    | 25 aprile 1993 (25 anni)    | 41    | 2    | Real Madrid         |
| 5  | D    | Samuel Umtiti     | 14 novembre 1993 (24 anni)  | 16    | 1    | Barcellona          |
| 6  | C    | Paul Pogba        | 15 marzo 1993 (25 anni)     | 51    | 9    | Manchester Utd      |
| 7  | A    | Antoine Griezmann | 21 marzo 1991 (27 anni)     | 51    | 19   | Atlético Madrid     |
| 8  | C    | Thomas Lemar      | 12 novembre 1995 (22 anni)  | 10    | 3    | Monaco              |
| 9  | A    | Olivier Giroud    | 30 settembre 1986 (31 anni) | 71    | 30   | Chelsea             |
| 10 | A    | Kylian Mbappé     | 20 dicembre 1998 (19 anni)  | 12    | 3    | Paris Saint-Germain |
| 11 | A    | Ousmane Dembélé   | 15 maggio 1997 (21 anni)    | 9     | 1    | Barcellona          |
| 12 | C    | Corentin Tolisso  | 3 agosto 1994 (23 anni)     | 6     | 0    | Bayern Monaco       |
| 13 | C    | N'Golo Kanté      | 29 marzo 1991 (27 anni)     | 22    | 1    | Chelsea             |
| 14 | C    | Blaise Matuidi    | 9 aprile 1987 (31 anni)     | 64    | 9    | Juventus            |
| 15 | C    | Steven N'Zonzi    | 15 dicembre 1988 (29 anni)  | 2     | 0    | Siviglia            |
| 16 | P    | Steve Mandanda    | 28 marzo 1985 (33 anni)     | 26    | 0    | Olympique Marsiglia |
| 17 | D    | Adil Rami         | 27 dicembre 1985 (32 anni)  | 33    | 1    | Olympique Marsiglia |
| 18 | A    | Nabil Fekir       | 18 luglio 1993 (24 anni)    | 10    | 1    | Olympique Lione     |
| 19 | D    | Djibril Sidibé    | 29 luglio 1992 (25 anni)    | 15    | 1    | Monaco              |
| 20 | A    | Florian Thauvin   | 26 gennaio 1993 (25 anni)   | 3     | 0    | Olympique Marsiglia |
| 21 | D    | Lucas Hernández   | 14 febbraio 1996 (22 anni)  | 2     | 0    | Atlético Madrid     |
| 22 | D    | Benjamin Mendy    | 17 luglio 1994 (23 anni)    | 4     | 0    | Manchester City     |
| 23 | P    | Alphonse Areola   | 27 febbraio 1993 (25 anni)  | 0     | 0    | Paris Saint-Germain |

### Perù
Commissario tecnico:  Ricardo Gareca
Lista dei convocati resa nota il 4 giugno 2018.
| N. | Pos. | Giocatore           | Data nascita (età)          | Pres. | Reti | Squadra             |
| -- | ---- | ------------------- | --------------------------- | ----- | ---- | ------------------- |
| 1  | P    | Pedro Gallese       | 23 febbraio 1990 (28 anni)  | 37    | 0    | Veracruz            |
| 2  | D    | Alberto Rodríguez   | 31 marzo 1984 (34 anni)     | 58    | 0    | Atlético Junior     |
| 3  | D    | Aldo Corzo          | 20 maggio 1989 (29 anni)    | 25    | 0    | Universitario       |
| 4  | D    | Anderson Santamaría | 10 gennaio 1992 (26 anni)   | 3     | 0    | Puebla              |
| 5  | D    | Miguel Araujo       | 24 ottobre 1994 (23 anni)   | 7     | 0    | Alianza Lima        |
| 6  | D    | Miguel Trauco       | 25 agosto 1992 (25 anni)    | 26    | 0    | Flamengo            |
| 7  | C    | Paolo Hurtado       | 27 luglio 1990 (27 anni)    | 31    | 3    | Vitória Guimarães   |
| 8  | C    | Christian Cueva     | 23 novembre 1991 (26 anni)  | 43    | 8    | San Paolo           |
| 9  | A    | Paolo Guerrero      | 1º gennaio 1984 (34 anni)   | 87    | 34   | Flamengo            |
| 10 | A    | Jefferson Farfán    | 26 ottobre 1984 (33 anni)   | 83    | 25   | Lokomotiv Mosca     |
| 11 | A    | Raúl Ruidíaz        | 25 luglio 1990 (27 anni)    | 30    | 4    | Monarcas Morelia    |
| 12 | P    | Carlos Cáceda       | 27 settembre 1991 (26 anni) | 4     | 0    | Deportivo Municipal |
| 13 | C    | Renato Tapia        | 28 luglio 1995 (22 anni)    | 22    | 1    | Feyenoord           |
| 14 | C    | Andy Polo           | 29 settembre 1994 (23 anni) | 16    | 1    | Portland Timbers    |
| 15 | D    | Christian Ramos     | 4 novembre 1988 (29 anni)   | 65    | 3    | Veracruz            |
| 16 | C    | Wilder Cartagena    | 23 settembre 1994 (23 anni) | 3     | 0    | Veracruz            |
| 17 | D    | Luis Advíncula      | 2 marzo 1990 (28 anni)      | 64    | 0    | Lobos BUAP          |
| 18 | A    | André Carrillo      | 14 giugno 1991 (27 anni)    | 44    | 5    | Watford             |
| 19 | C    | Yoshimar Yotún      | 7 aprile 1990 (28 anni)     | 72    | 2    | Orlando City        |
| 20 | A    | Édison Flores       | 14 maggio 1994 (24 anni)    | 28    | 9    | Aalborg             |
| 21 | P    | José Carvallo       | 1º marzo 1986 (32 anni)     | 6     | 0    | UTC Cajamarca       |
| 22 | D    | Nilson Loyola       | 26 ottobre 1994 (23 anni)   | 3     | 0    | Melgar              |
| 23 | C    | Pedro Aquino        | 13 aprile 1995 (23 anni)    | 12    | 0    | Lobos BUAP          |

## Gruppo D

### Argentina
Commissario tecnico:  Jorge Sampaoli
Lista dei convocati resa nota il 21 maggio 2018.
| N. | Pos. | Giocatore          | Data nascita (età)          | Pres. | Reti | Squadra             |
| -- | ---- | ------------------ | --------------------------- | ----- | ---- | ------------------- |
| 1  | P    | Nahuel Guzmán      | 10 febbraio 1986 (32 anni)  | 6     | 0    | Tigres UANL         |
| 2  | D    | Gabriel Mercado    | 18 marzo 1987 (31 anni)     | 20    | 3    | Siviglia            |
| 3  | D    | Nicolás Tagliafico | 31 agosto 1992 (25 anni)    | 3     | 0    | Ajax                |
| 4  | D    | Cristian Ansaldi   | 20 settembre 1986 (31 anni) | 5     | 0    | Torino              |
| 5  | C    | Lucas Biglia       | 30 gennaio 1986 (32 anni)   | 36    | 1    | Milan               |
| 6  | D    | Federico Fazio     | 30 gennaio 1987 (31 anni)   | 8     | 1    | Roma                |
| 7  | C    | Éver Banega        | 29 giugno 1988 (29 anni)    | 61    | 6    | Siviglia            |
| 8  | C    | Marcos Acuña       | 28 ottobre 1991 (26 anni)   | 9     | 0    | Sporting Lisbona    |
| 9  | A    | Gonzalo Higuaín    | 10 dicembre 1987 (30 anni)  | 70    | 31   | Juventus            |
| 10 | A    | Lionel Messi       | 24 giugno 1987 (31 anni)    | 123   | 61   | Barcellona          |
| 11 | C    | Ángel Di María     | 14 febbraio 1988 (30 anni)  | 93    | 19   | Paris Saint-Germain |
| 12 | P    | Franco Armani      | 16 ottobre 1986 (31 anni)   | 0     | 0    | River Plate         |
| 13 | C    | Maximiliano Meza   | 15 gennaio 1992 (26 anni)   | 1     | 0    | Independiente       |
| 14 | C    | Javier Mascherano  | 8 giugno 1984 (34 anni)     | 142   | 3    | Hebei CFFC          |
| 15 | C    | Enzo Pérez         | 22 febbraio 1986 (32 anni)  | 23    | 1    | River Plate         |
| 16 | D    | Marcos Rojo        | 28 novembre 1990 (27 anni)  | 55    | 2    | Manchester Utd      |
| 17 | D    | Nicolás Otamendi   | 5 luglio 1988 (29 anni)     | 53    | 4    | Manchester City     |
| 18 | C    | Eduardo Salvio     | 13 luglio 1990 (27 anni)    | 8     | 0    | Benfica             |
| 19 | A    | Sergio Agüero      | 2 giugno 1988 (30 anni)     | 84    | 36   | Manchester City     |
| 20 | C    | Giovani Lo Celso   | 9 aprile 1996 (22 anni)     | 4     | 0    | Paris Saint-Germain |
| 21 | A    | Paulo Dybala       | 15 novembre 1993 (24 anni)  | 12    | 0    | Juventus            |
| 22 | C    | Cristian Pavón     | 21 gennaio 1996 (22 anni)   | 4     | 0    | Boca Juniors        |
| 23 | P    | Wilfredo Caballero | 28 settembre 1981 (36 anni) | 2     | 0    | Chelsea             |

### Croazia
Commissario tecnico:  Zlatko Dalić
Lista dei convocati resa nota il 4 giugno 2018.
| N. | Pos. | Giocatore         | Data nascita (età)          | Pres. | Reti | Squadra               |
| -- | ---- | ----------------- | --------------------------- | ----- | ---- | --------------------- |
| 1  | P    | Dominik Livaković | 9 gennaio 1995 (23 anni)    | 1     | 0    | Dinamo Zagabria       |
| 2  | D    | Šime Vrsaljko     | 10 gennaio 1992 (26 anni)   | 35    | 0    | Atlético Madrid       |
| 3  | D    | Ivan Strinić      | 17 luglio 1987 (30 anni)    | 42    | 0    | Sampdoria             |
| 4  | A    | Ivan Perišić      | 2 febbraio 1989 (29 anni)   | 65    | 17   | Inter                 |
| 5  | D    | Vedran Ćorluka    | 5 febbraio 1986 (32 anni)   | 98    | 4    | Lokomotiv Mosca       |
| 6  | D    | Dejan Lovren      | 5 luglio 1989 (28 anni)     | 38    | 2    | Liverpool             |
| 7  | C    | Ivan Rakitić      | 10 marzo 1988 (30 anni)     | 91    | 14   | Barcellona            |
| 8  | C    | Mateo Kovačić     | 6 maggio 1994 (24 anni)     | 40    | 1    | Real Madrid           |
| 9  | A    | Andrej Kramarić   | 19 giugno 1991 (26 anni)    | 30    | 8    | Hoffenheim            |
| 10 | C    | Luka Modrić       | 9 settembre 1985 (32 anni)  | 105   | 12   | Real Madrid           |
| 11 | C    | Marcelo Brozović  | 16 novembre 1992 (25 anni)  | 34    | 6    | Inter                 |
| 12 | P    | Lovre Kalinić     | 3 aprile 1990 (28 anni)     | 10    | 0    | Gent                  |
| 13 | D    | Tin Jedvaj        | 28 novembre 1995 (22 anni)  | 11    | 0    | Bayer Leverkusen      |
| 14 | C    | Filip Bradarić    | 11 gennaio 1992 (26 anni)   | 4     | 0    | Rijeka                |
| 15 | D    | Duje Ćaleta-Car   | 17 settembre 1996 (21 anni) | 1     | 0    | Salisburgo            |
| 16 | A    | Nikola Kalinić    | 5 gennaio 1988 (30 anni)    | 41    | 15   | Milan                 |
| 17 | A    | Mario Mandžukić   | 21 maggio 1986 (32 anni)    | 82    | 30   | Juventus              |
| 18 | A    | Ante Rebić        | 21 settembre 1993 (24 anni) | 15    | 1    | Eintracht Francoforte |
| 19 | C    | Milan Badelj      | 25 febbraio 1989 (29 anni)  | 37    | 1    | Fiorentina            |
| 20 | A    | Marko Pjaca       | 6 maggio 1995 (23 anni)     | 16    | 1    | Schalke 04            |
| 21 | D    | Domagoj Vida      | 29 aprile 1989 (29 anni)    | 58    | 2    | Beşiktaş              |
| 22 | D    | Josip Pivarić     | 30 gennaio 1989 (29 anni)   | 19    | 0    | Dinamo Kiev           |
| 23 | P    | Danijel Subašić   | 27 ottobre 1984 (33 anni)   | 37    | 0    | Monaco                |

### Islanda
Commissario tecnico:  Heimir Hallgrímsson
Lista dei convocati resa nota il 12 maggio 2018.
| N. | Pos. | Giocatore                  | Data nascita (età)         | Pres. | Reti | Squadra      |
| -- | ---- | -------------------------- | -------------------------- | ----- | ---- | ------------ |
| 1  | P    | Hannes Halldórsson         | 27 aprile 1984 (34 anni)   | 48    | 0    | Randers      |
| 2  | D    | Birkir Sævarsson           | 11 novembre 1984 (33 anni) | 78    | 1    | Valur        |
| 3  | D    | Samúel Kári Friðjónsson    | 22 febbraio 1996 (22 anni) | 3     | 0    | Vålerenga    |
| 4  | C    | Albert Guðmundsson         | 15 giugno 1997 (20 anni)   | 4     | 3    | PSV          |
| 5  | D    | Sverrir Ingason            | 5 agosto 1993 (24 anni)    | 18    | 3    | Rostov       |
| 6  | D    | Ragnar Sigurðsson          | 19 giugno 1986 (31 anni)   | 75    | 3    | Rostov       |
| 7  | A    | Jóhann Berg Guðmundsson    | 27 ottobre 1990 (27 anni)  | 65    | 7    | Burnley      |
| 8  | C    | Birkir Bjarnason           | 27 maggio 1988 (30 anni)   | 65    | 9    | Aston Villa  |
| 9  | A    | Björn Bergmann Sigurðarson | 26 febbraio 1991 (27 anni) | 10    | 1    | Rostov       |
| 10 | C    | Gylfi Sigurðsson           | 8 settembre 1989 (28 anni) | 55    | 18   | Everton      |
| 11 | A    | Alfreð Finnbogason         | 1º febbraio 1989 (29 anni) | 45    | 11   | Augusta      |
| 12 | P    | Frederik Schram            | 19 gennaio 1995 (23 anni)  | 3     | 0    | Roskilde     |
| 13 | P    | Rúnar Alex Rúnarsson       | 18 febbraio 1995 (23 anni) | 0     | 0    | Nordsjælland |
| 14 | D    | Kári Árnason               | 13 ottobre 1982 (35 anni)  | 65    | 4    | Aberdeen     |
| 15 | D    | Hólmar Örn Eyjólfsson      | 6 agosto 1990 (27 anni)    | 9     | 1    | Levski Sofia |
| 16 | C    | Ólafur Ingi Skúlason       | 1º aprile 1983 (35 anni)   | 35    | 1    | Karabükspor  |
| 17 | C    | Aron Gunnarsson            | 22 aprile 1989 (29 anni)   | 77    | 2    | Cardiff City |
| 18 | D    | Hörður Magnússon           | 11 febbraio 1993 (25 anni) | 15    | 2    | Bristol City |
| 19 | A    | Rúrik Gíslason             | 25 febbraio 1988 (30 anni) | 45    | 3    | Sandhausen   |
| 20 | C    | Emil Hallfreðsson          | 29 giugno 1984 (33 anni)   | 62    | 1    | Udinese      |
| 21 | C    | Arnór Ingvi Traustason     | 30 aprile 1993 (25 anni)   | 18    | 5    | Malmö FF     |
| 22 | A    | Jón Daði Böðvarsson        | 25 maggio 1992 (26 anni)   | 36    | 2    | Reading      |
| 23 | D    | Ari Freyr Skúlason         | 14 maggio 1987 (31 anni)   | 54    | 0    | Lokeren      |

### Nigeria
Commissario tecnico:  Gernot Rohr
Lista dei convocati resa nota il 3 giugno 2018.
| N. | Pos. | Giocatore            | Data nascita (età)          | Pres. | Reti | Squadra             |
| -- | ---- | -------------------- | --------------------------- | ----- | ---- | ------------------- |
| 1  | P    | Ikechukwu Ezenwa     | 16 ottobre 1988 (29 anni)   | 24    | 0    | Enyimba             |
| 2  | D    | Brian Idowu          | 18 maggio 1992 (26 anni)    | 4     | 1    | Amkar Perm'         |
| 3  | D    | Elderson Echiéjilé   | 20 gennaio 1988 (30 anni)   | 61    | 3    | Cercle Bruges       |
| 4  | C    | Wilfred Ndidi        | 11 dicembre 1996 (21 anni)  | 16    | 0    | Leicester City      |
| 5  | D    | William Troost-Ekong | 1º settembre 1993 (24 anni) | 21    | 1    | Bursaspor           |
| 6  | D    | Leon Balogun         | 28 giugno 1988 (29 anni)    | 18    | 0    | Magonza             |
| 7  | A    | Ahmed Musa           | 14 ottobre 1992 (25 anni)   | 71    | 13   | CSKA Mosca          |
| 8  | C    | Oghenekaro Etebo     | 9 novembre 1995 (22 anni)   | 14    | 1    | Las Palmas          |
| 9  | A    | Odion Ighalo         | 16 giugno 1989 (28 anni)    | 18    | 4    | Changchun Yatai     |
| 10 | C    | Mikel John Obi       | 22 aprile 1987 (31 anni)    | 84    | 6    | Tianjin Teda        |
| 11 | A    | Victor Moses         | 12 dicembre 1990 (27 anni)  | 33    | 11   | Chelsea             |
| 12 | D    | Abdullahi Shehu      | 12 marzo 1993 (25 anni)     | 24    | 0    | Bursaspor           |
| 13 | A    | Simy                 | 7 maggio 1992 (26 anni)     | 1     | 0    | Crotone             |
| 14 | A    | Kelechi Iheanacho    | 10 marzo 1996 (22 anni)     | 17    | 8    | Leicester City      |
| 15 | C    | Joel Obi             | 22 maggio 1991 (27 anni)    | 17    | 0    | Torino              |
| 16 | P    | Daniel Akpeyi        | 8 marzo 1986 (32 anni)      | 7     | 0    | Chippa United       |
| 17 | C    | Ogenyi Onazi         | 25 dicembre 1992 (25 anni)  | 52    | 1    | Trabzonspor         |
| 18 | A    | Alex Iwobi           | 3 maggio 1996 (22 anni)     | 18    | 5    | Arsenal             |
| 19 | C    | John Ogu             | 20 aprile 1988 (30 anni)    | 19    | 2    | Hapoel Be'er Sheva  |
| 20 | D    | Chidozie Awaziem     | 1º gennaio 1997 (21 anni)   | 4     | 0    | Nantes              |
| 21 | D    | Tyronne Ebuehi       | 16 dicembre 1995 (22 anni)  | 6     | 0    | ADO Den Haag        |
| 22 | D    | Kenneth Omeruo       | 17 ottobre 1993 (24 anni)   | 39    | 0    | Kasımpaşa           |
| 23 | P    | Francis Uzoho        | 28 ottobre 1998 (19 anni)   | 5     | 0    | Deportivo La Coruña |

## Gruppo E

### Brasile
Commissario tecnico:  Tite
Lista dei convocati resa nota il 14 maggio 2018.
| N. | Pos. | Giocatore         | Data nascita (età)          | Pres. | Reti | Squadra             |
| -- | ---- | ----------------- | --------------------------- | ----- | ---- | ------------------- |
| 1  | P    | Alisson           | 2 ottobre 1992 (25 anni)    | 25    | -11  | Roma                |
| 2  | D    | Thiago Silva      | 22 settembre 1984 (33 anni) | 69    | 5    | Paris Saint-Germain |
| 3  | D    | Miranda           | 7 settembre 1984 (33 anni)  | 45    | 2    | Inter               |
| 4  | D    | Pedro Geromel     | 21 settembre 1985 (32 anni) | 2     | 0    | Grêmio              |
| 5  | C    | Casemiro          | 23 febbraio 1992 (26 anni)  | 22    | 0    | Real Madrid         |
| 6  | D    | Filipe Luís       | 9 agosto 1985 (32 anni)     | 31    | 2    | Atlético Madrid     |
| 7  | A    | Douglas Costa     | 14 settembre 1990 (27 anni) | 24    | 3    | Juventus            |
| 8  | C    | Renato Augusto    | 8 febbraio 1988 (30 anni)   | 28    | 5    | Beijing Guoan       |
| 9  | A    | Gabriel Jesus     | 3 aprile 1997 (21 anni)     | 15    | 9    | Manchester City     |
| 10 | A    | Neymar            | 5 febbraio 1992 (26 anni)   | 83    | 53   | Paris Saint-Germain |
| 11 | C    | Philippe Coutinho | 12 giugno 1992 (26 anni)    | 35    | 9    | Barcellona          |
| 12 | D    | Marcelo           | 12 maggio 1988 (30 anni)    | 52    | 6    | Real Madrid         |
| 13 | D    | Marquinhos        | 14 maggio 1994 (24 anni)    | 24    | 0    | Paris Saint-Germain |
| 14 | D    | Danilo            | 15 luglio 1991 (26 anni)    | 16    | 0    | Manchester City     |
| 15 | C    | Paulinho          | 25 luglio 1988 (29 anni)    | 48    | 12   | Barcellona          |
| 16 | P    | Cassio            | 6 giugno 1987 (31 anni)     | 1     | 0    | Corinthians         |
| 17 | C    | Fernandinho       | 4 maggio 1985 (33 anni)     | 42    | 2    | Manchester City     |
| 18 | C    | Fred              | 5 marzo 1993 (25 anni)      | 7     | 0    | Šachtar             |
| 19 | C    | Willian           | 9 agosto 1988 (29 anni)     | 55    | 8    | Chelsea             |
| 20 | A    | Roberto Firmino   | 2 ottobre 1991 (26 anni)    | 19    | 5    | Liverpool           |
| 21 | A    | Taison            | 13 gennaio 1988 (30 anni)   | 6     | 1    | Šachtar             |
| 22 | D    | Fagner            | 11 giugno 1986 (32 anni)    | 4     | 0    | Corinthians         |
| 23 | P    | Ederson           | 17 agosto 1993 (24 anni)    | 1     | 0    | Manchester City     |

### Costa Rica
Commissario tecnico:  Oscar Ramírez
Lista dei convocati resa nota il 14 maggio 2018.
| N. | Pos. | Giocatore          | Data nascita (età)         | Pres. | Reti | Squadra             |
| -- | ---- | ------------------ | -------------------------- | ----- | ---- | ------------------- |
| 1  | P    | Keylor Navas       | 15 dicembre 1986 (31 anni) | 78    | 0    | Real Madrid         |
| 2  | D    | Johnny Acosta      | 21 luglio 1983 (34 anni)   | 67    | 2    | Rionegro Águilas    |
| 3  | D    | Giancarlo González | 8 febbraio 1988 (30 anni)  | 67    | 2    | Bologna             |
| 4  | D    | Ian Smith          | 6 marzo 1998 (20 anni)     | 1     | 0    | IFK Norrköping      |
| 5  | C    | Celso Borges       | 27 maggio 1988 (30 anni)   | 110   | 21   | Deportivo La Coruña |
| 6  | D    | Óscar Duarte       | 3 giugno 1989 (29 anni)    | 37    | 2    | Espanyol            |
| 7  | C    | Christian Bolaños  | 30 maggio 1984 (34 anni)   | 79    | 6    | Saprissa            |
| 8  | D    | Bryan Oviedo       | 18 febbraio 1990 (28 anni) | 41    | 1    | Sunderland          |
| 9  | A    | Joel Campbell      | 26 giugno 1992 (25 anni)   | 76    | 14   | Betis               |
| 10 | A    | Bryan Ruiz         | 18 agosto 1985 (32 anni)   | 109   | 23   | Sporting Lisbona    |
| 11 | A    | Johan Venegas      | 27 novembre 1988 (29 anni) | 44    | 9    | Saprissa            |
| 12 | C    | Daniel Colindres   | 28 maggio 1985 (33 anni)   | 10    | 0    | Saprissa            |
| 13 | C    | Rodney Wallace     | 17 giugno 1988 (29 anni)   | 30    | 4    | New York City       |
| 14 | C    | Rándall Azofeifa   | 30 dicembre 1984 (33 anni) | 57    | 3    | Herediano           |
| 15 | D    | Francisco Calvo    | 8 luglio 1992 (25 anni)    | 35    | 3    | Minnesota Utd       |
| 16 | D    | Cristian Gamboa    | 24 ottobre 1989 (28 anni)  | 65    | 3    | Celtic              |
| 17 | C    | Yeltsin Tejeda     | 17 marzo 1992 (26 anni)    | 48    | 0    | Losanna             |
| 18 | P    | Patrick Pemberton  | 24 maggio 1982 (36 anni)   | 39    | 0    | Alajuelense         |
| 19 | D    | Kendall Waston     | 1º gennaio 1988 (30 anni)  | 24    | 3    | Vancouver Whitecaps |
| 20 | C    | David Guzmán       | 18 febbraio 1990 (28 anni) | 40    | 0    | Portland Timbers    |
| 21 | A    | Marco Ureña        | 5 marzo 1990 (28 anni)     | 62    | 15   | Los Angeles FC      |
| 22 | D    | Kenner Gutiérrez   | 9 giugno 1989 (29 anni)    | 2     | 0    | Alajuelense         |
| 23 | P    | Leonel Moreira     | 2 aprile 1990 (28 anni)    | 8     | 0    | Herediano           |

### Serbia
Commissario tecnico:  Mladen Krstajić
Lista dei convocati resa nota il 1º giugno 2018.
| N. | Pos. | Giocatore               | Data nascita (età)          | Pres. | Reti | Squadra               |
| -- | ---- | ----------------------- | --------------------------- | ----- | ---- | --------------------- |
| 1  | P    | Vladimir Stojković      | 28 luglio 1983 (34 anni)    | 79    | 0    | Partizan              |
| 2  | D    | Antonio Rukavina        | 26 gennaio 1984 (34 anni)   | 45    | 0    | Villarreal            |
| 3  | D    | Duško Tošić             | 19 gennaio 1985 (33 anni)   | 22    | 1    | Beşiktaş              |
| 4  | C    | Luka Milivojević        | 7 aprile 1991 (27 anni)     | 26    | 1    | Crystal Palace        |
| 5  | D    | Uroš Spajić             | 13 febbraio 1993 (25 anni)  | 5     | 0    | Anderlecht            |
| 6  | D    | Branislav Ivanović      | 22 febbraio 1984 (34 anni)  | 102   | 12   | Zenit San Pietroburgo |
| 7  | C    | Andrija Živković        | 11 luglio 1996 (21 anni)    | 9     | 0    | Benfica               |
| 8  | A    | Aleksandar Prijović     | 21 aprile 1990 (28 anni)    | 8     | 1    | PAOK                  |
| 9  | A    | Aleksandar Mitrović     | 16 settembre 1994 (23 anni) | 35    | 13   | Fulham                |
| 10 | C    | Dušan Tadić             | 20 novembre 1988 (29 anni)  | 51    | 13   | Southampton           |
| 11 | D    | Aleksandar Kolarov      | 10 novembre 1985 (32 anni)  | 74    | 10   | Roma                  |
| 12 | P    | Predrag Rajković        | 31 ottobre 1995 (22 anni)   | 7     | 0    | Maccabi Tel Aviv      |
| 13 | D    | Miloš Veljković         | 26 settembre 1995 (22 anni) | 2     | 0    | Werder Brema          |
| 14 | D    | Milan Rodić             | 2 aprile 1991 (27 anni)     | 0     | 0    | Stella Rossa          |
| 15 | D    | Nikola Milenković       | 12 ottobre 1997 (20 anni)   | 1     | 0    | Fiorentina            |
| 16 | C    | Marko Grujić            | 13 aprile 1996 (22 anni)    | 6     | 0    | Cardiff City          |
| 17 | C    | Filip Kostić            | 1º novembre 1992 (25 anni)  | 21    | 2    | Amburgo               |
| 18 | C    | Nemanja Radonjić        | 15 febbraio 1996 (22 anni)  | 1     | 0    | Stella Rossa          |
| 19 | A    | Luka Jović              | 23 dicembre 1997 (20 anni)  | 0     | 0    | Eintracht Francoforte |
| 20 | C    | Sergej Milinković-Savić | 27 febbraio 1995 (23 anni)  | 2     | 0    | Lazio                 |
| 21 | C    | Nemanja Matić           | 1º agosto 1988 (29 anni)    | 38    | 2    | Manchester Utd        |
| 22 | C    | Adem Ljajić             | 29 settembre 1991 (26 anni) | 27    | 5    | Torino                |
| 23 | P    | Marko Dmitrović         | 24 gennaio 1992 (26 anni)   | 2     | 0    | Eibar                 |

### Svizzera
Commissario tecnico:  Vladimir Petković
Lista dei convocati resa nota il 4 giugno 2018.
| N. | Pos. | Giocatore            | Data nascita (età)          | Pres. | Reti | Squadra               |
| -- | ---- | -------------------- | --------------------------- | ----- | ---- | --------------------- |
| 1  | P    | Yann Sommer          | 17 dicembre 1988 (29 anni)  | 35    | 0    | Borussia M'gladbach   |
| 2  | D    | Stephan Lichtsteiner | 16 gennaio 1984 (34 anni)   | 99    | 8    | Juventus              |
| 3  | D    | François Moubandje   | 21 giugno 1990 (27 anni)    | 17    | 0    | Tolosa                |
| 4  | D    | Nico Elvedi          | 30 settembre 1996 (21 anni) | 5     | 0    | Borussia M'gladbach   |
| 5  | D    | Manuel Akanji        | 19 luglio 1995 (22 anni)    | 6     | 0    | Borussia Dortmund     |
| 6  | D    | Michael Lang         | 8 febbraio 1991 (27 anni)   | 24    | 2    | Basilea               |
| 7  | A    | Breel-Donald Embolo  | 14 febbraio 1997 (21 anni)  | 24    | 3    | Schalke 04            |
| 8  | C    | Remo Freuler         | 15 aprile 1992 (26 anni)    | 9     | 0    | Atalanta              |
| 9  | A    | Haris Seferović      | 22 febbraio 1992 (26 anni)  | 50    | 11   | Benfica               |
| 10 | C    | Granit Xhaka         | 27 settembre 1992 (25 anni) | 61    | 9    | Arsenal               |
| 11 | C    | Valon Behrami        | 19 aprile 1985 (33 anni)    | 78    | 2    | Udinese               |
| 12 | P    | Yvon Mvogo           | 6 giugno 1994 (24 anni)     | 0     | 0    | RB Lipsia             |
| 13 | D    | Ricardo Rodríguez    | 25 agosto 1992 (25 anni)    | 52    | 4    | Milan                 |
| 14 | C    | Steven Zuber         | 17 agosto 1991 (26 anni)    | 11    | 3    | Hoffenheim            |
| 15 | C    | Blerim Džemaili      | 12 aprile 1986 (32 anni)    | 64    | 9    | Bologna               |
| 16 | C    | Gelson Fernandes     | 2 settembre 1986 (31 anni)  | 67    | 2    | Eintracht Francoforte |
| 17 | C    | Denis Zakaria        | 20 novembre 1996 (21 anni)  | 10    | 0    | Borussia M'gladbach   |
| 18 | A    | Mario Gavranović     | 24 novembre 1989 (28 anni)  | 13    | 5    | Dinamo Zagabria       |
| 19 | A    | Josip Drmić          | 8 agosto 1992 (25 anni)     | 28    | 9    | Borussia M'gladbach   |
| 20 | D    | Johan Djourou        | 18 gennaio 1987 (31 anni)   | 74    | 2    | Antalyaspor           |
| 21 | P    | Roman Bürki          | 14 novembre 1990 (27 anni)  | 8     | 0    | Borussia Dortmund     |
| 22 | D    | Fabian Schär         | 20 dicembre 1991 (26 anni)  | 38    | 7    | Deportivo La Coruña   |
| 23 | C    | Xherdan Shaqiri      | 10 ottobre 1991 (26 anni)   | 69    | 20   | Stoke City            |

## Gruppo F

### Corea del Sud
Commissario tecnico:  Shin Tae-yong
Lista dei convocati resa nota il 2 giugno 2018.
| N. | Pos. | Giocatore        | Data nascita (età)          | Pres. | Reti | Squadra         |
| -- | ---- | ---------------- | --------------------------- | ----- | ---- | --------------- |
| 1  | P    | Kim Seung-gyu    | 30 settembre 1990 (27 anni) | 32    | 0    | Vissel Kōbe     |
| 2  | D    | Lee Yong         | 24 dicembre 1986 (31 anni)  | 26    | 0    | Jeonbuk Hyundai |
| 3  | D    | Jeong Seung-Hyun | 3 aprile 1994 (24 anni)     | 6     | 0    | Sagan Tosu      |
| 4  | D    | Oh Ban-Suk       | 20 maggio 1988 (30 anni)    | 2     | 0    | Jeju SK         |
| 5  | D    | Yun Young-Sun    | 4 ottobre 1988 (29 anni)    | 5     | 0    | Seongnam        |
| 6  | D    | Park Joo-Ho      | 16 gennaio 1987 (31 anni)   | 35    | 0    | Ulsan HD        |
| 7  | A    | Son Heung-Min    | 8 luglio 1992 (25 anni)     | 65    | 21   | Tottenham       |
| 8  | C    | Ju Se-Jong       | 30 ottobre 1990 (27 anni)   | 10    | 1    | Asan Mugunghwa  |
| 9  | A    | Kim Shin-Wook    | 14 aprile 1988 (30 anni)    | 48    | 10   | Jeonbuk Hyundai |
| 10 | C    | Lee Seung-woo    | 6 gennaio 1998 (20 anni)    | 2     | 0    | Verona          |
| 11 | A    | Hwang Hee-Chan   | 26 gennaio 1996 (22 anni)   | 13    | 2    | Salisburgo      |
| 12 | D    | Kim Min-Woo      | 25 febbraio 1990 (28 anni)  | 18    | 1    | Sangju Sangmu   |
| 13 | C    | Koo Ja-cheol     | 27 febbraio 1989 (29 anni)  | 66    | 19   | Augusta         |
| 14 | D    | Hong Chul        | 17 settembre 1990 (27 anni) | 14    | 0    | Sangju Sangmu   |
| 15 | C    | Jung Woo-Young   | 14 dicembre 1989 (28 anni)  | 28    | 1    | Vissel Kōbe     |
| 16 | C    | Ki Sung-Yueng    | 24 gennaio 1989 (29 anni)   | 100   | 10   | Swansea City    |
| 17 | C    | Lee Jae-Sung     | 10 agosto 1992 (25 anni)    | 33    | 6    | Jeonbuk Hyundai |
| 18 | C    | Moon Seon-Min    | 9 giugno 1992 (26 anni)     | 2     | 1    | Incheon Utd     |
| 19 | D    | Kim Young-Gwon   | 27 febbraio 1990 (28 anni)  | 51    | 2    | Guangzhou E.    |
| 20 | D    | Jang Hyun-Soo    | 28 settembre 1991 (26 anni) | 49    | 3    | FC Tokyo        |
| 21 | P    | Kim Jin-Hyeon    | 6 luglio 1987 (30 anni)     | 14    | 0    | Cerezo Osaka    |
| 22 | D    | Ko Yo-Han        | 10 marzo 1988 (30 anni)     | 19    | 0    | Seoul           |
| 23 | P    | Cho Hyun-Woo     | 25 settembre 1991 (26 anni) | 5     | 0    | Daegu           |

### Germania
Commissario tecnico:  Joachim Löw
Lista dei convocati resa nota il 4 giugno 2018.
| N. | Pos. | Giocatore             | Data nascita (età)          | Pres. | Reti | Squadra             |
| -- | ---- | --------------------- | --------------------------- | ----- | ---- | ------------------- |
| 1  | P    | Manuel Neuer          | 27 marzo 1986 (32 anni)     | 75    | 0    | Bayern Monaco       |
| 2  | D    | Marvin Plattenhardt   | 26 gennaio 1992 (26 anni)   | 6     | 0    | Hertha Berlino      |
| 3  | D    | Jonas Hector          | 27 maggio 1990 (28 anni)    | 37    | 3    | Colonia             |
| 4  | D    | Matthias Ginter       | 19 gennaio 1994 (24 anni)   | 17    | 0    | Borussia M'gladbach |
| 5  | D    | Mats Hummels          | 16 dicembre 1988 (29 anni)  | 63    | 5    | Bayern Monaco       |
| 6  | C    | Sami Khedira          | 4 aprile 1987 (31 anni)     | 74    | 7    | Juventus            |
| 7  | C    | Julian Draxler        | 20 settembre 1993 (24 anni) | 43    | 6    | Paris Saint-Germain |
| 8  | C    | Toni Kroos            | 4 gennaio 1990 (28 anni)    | 82    | 12   | Real Madrid         |
| 9  | A    | Timo Werner           | 6 marzo 1996 (22 anni)      | 13    | 7    | RB Lipsia           |
| 10 | C    | Mesut Özil            | 15 ottobre 1988 (29 anni)   | 90    | 23   | Arsenal             |
| 11 | C    | Marco Reus            | 31 maggio 1989 (29 anni)    | 30    | 9    | Borussia Dortmund   |
| 12 | P    | Kevin Trapp           | 8 luglio 1990 (27 anni)     | 3     | 0    | Paris Saint-Germain |
| 13 | C    | Thomas Müller         | 13 settembre 1989 (28 anni) | 90    | 38   | Bayern Monaco       |
| 14 | C    | Leon Goretzka         | 6 febbraio 1995 (23 anni)   | 15    | 6    | Schalke 04          |
| 15 | D    | Niklas Süle           | 3 settembre 1995 (22 anni)  | 10    | 0    | Bayern Monaco       |
| 16 | D    | Antonio Rüdiger       | 3 marzo 1993 (25 anni)      | 24    | 1    | Chelsea             |
| 17 | D    | Jérôme Boateng        | 3 settembre 1988 (29 anni)  | 70    | 1    | Bayern Monaco       |
| 18 | D    | Joshua Kimmich        | 8 febbraio 1995 (23 anni)   | 28    | 3    | Bayern Monaco       |
| 19 | C    | Sebastian Rudy        | 28 febbraio 1990 (28 anni)  | 25    | 1    | Bayern Monaco       |
| 20 | C    | Julian Brandt         | 2 maggio 1996 (22 anni)     | 15    | 1    | Bayer Leverkusen    |
| 21 | C    | İlkay Gündoğan        | 24 ottobre 1990 (27 anni)   | 25    | 4    | Manchester City     |
| 22 | P    | Marc-André ter Stegen | 30 aprile 1992 (26 anni)    | 19    | 0    | Barcellona          |
| 23 | A    | Mario Gómez           | 10 luglio 1985 (32 anni)    | 74    | 31   | Stoccarda           |

### Messico
Commissario tecnico:  Juan Carlos Osorio
Lista dei convocati resa nota il 4 giugno 2018.
| N. | Pos. | Giocatore            | Data nascita (età)          | Pres. | Reti | Squadra               |
| -- | ---- | -------------------- | --------------------------- | ----- | ---- | --------------------- |
| 1  | P    | José de Jesús Corona | 26 gennaio 1981 (37 anni)   | 52    | 0    | Cruz Azul             |
| 2  | D    | Hugo Ayala           | 31 marzo 1987 (31 anni)     | 42    | 1    | Tigres UANL           |
| 3  | D    | Carlos Salcedo       | 29 settembre 1993 (24 anni) | 20    | 0    | Eintracht Francoforte |
| 4  | D    | Rafael Márquez       | 13 febbraio 1979 (39 anni)  | 144   | 18   | Atlas                 |
| 5  | D    | Érick Gutiérrez      | 15 giugno 1995 (22 anni)    | 9     | 0    | Pachuca               |
| 6  | C    | Jonathan dos Santos  | 26 aprile 1990 (28 anni)    | 31    | 0    | LA Galaxy             |
| 7  | C    | Miguel Layún         | 25 giugno 1988 (29 anni)    | 63    | 6    | Siviglia              |
| 8  | A    | Marco Fabián         | 21 luglio 1989 (28 anni)    | 38    | 9    | Eintracht Francoforte |
| 9  | A    | Raúl Jiménez         | 5 maggio 1991 (27 anni)     | 63    | 13   | Benfica               |
| 10 | C    | Giovani dos Santos   | 11 maggio 1989 (29 anni)    | 104   | 19   | LA Galaxy             |
| 11 | A    | Carlos Vela          | 1º marzo 1989 (29 anni)     | 68    | 18   | Los Angeles FC        |
| 12 | P    | Alfredo Talavera     | 18 settembre 1982 (35 anni) | 27    | 0    | Toluca                |
| 13 | P    | Guillermo Ochoa      | 13 luglio 1985 (32 anni)    | 93    | 0    | Standard Liegi        |
| 14 | A    | Javier Hernández     | 1º giugno 1988 (30 anni)    | 101   | 49   | West Ham Utd          |
| 15 | D    | Héctor Moreno        | 17 gennaio 1988 (30 anni)   | 91    | 3    | Real Sociedad         |
| 16 | D    | Héctor Herrera       | 19 aprile 1990 (28 anni)    | 65    | 5    | Porto                 |
| 17 | C    | Jesús Manuel Corona  | 6 gennaio 1993 (25 anni)    | 35    | 7    | Porto                 |
| 18 | C    | Andrés Guardado      | 28 settembre 1986 (31 anni) | 144   | 25   | Betis                 |
| 19 | A    | Oribe Peralta        | 12 gennaio 1984 (34 anni)   | 66    | 26   | América               |
| 20 | C    | Javier Aquino        | 11 febbraio 1990 (28 anni)  | 53    | 0    | Tigres UANL           |
| 21 | D    | Edson Álvarez        | 24 ottobre 1997 (20 anni)   | 12    | 1    | América               |
| 22 | A    | Hirving Lozano       | 30 luglio 1995 (22 anni)    | 27    | 7    | PSV                   |
| 23 | C    | Jesús Gallardo       | 15 agosto 1994 (23 anni)    | 22    | 0    | Pumas UNAM            |

### Svezia
Commissario tecnico:  Janne Andersson
Lista dei convocati resa nota il 16 maggio 2018.
| N. | Pos. | Giocatore            | Data nascita (età)         | Pres. | Reti | Squadra          |
| -- | ---- | -------------------- | -------------------------- | ----- | ---- | ---------------- |
| 1  | P    | Robin Olsen          | 8 gennaio 1990 (28 anni)   | 16    | 0    | Copenaghen       |
| 2  | D    | Mikael Lustig        | 13 dicembre 1986 (31 anni) | 64    | 6    | Celtic           |
| 3  | D    | Victor Lindelöf      | 17 luglio 1994 (23 anni)   | 19    | 1    | Manchester Utd   |
| 4  | D    | Andreas Granqvist    | 16 aprile 1985 (33 anni)   | 70    | 6    | Krasnodar        |
| 5  | D    | Martin Olsson        | 17 maggio 1988 (30 anni)   | 42    | 5    | Swansea City     |
| 6  | D    | Ludwig Augustinsson  | 21 aprile 1994 (24 anni)   | 14    | 0    | Werder Brema     |
| 7  | C    | Sebastian Larsson    | 6 giugno 1985 (33 anni)    | 98    | 6    | Hull City        |
| 8  | C    | Albin Ekdal          | 28 luglio 1989 (28 anni)   | 32    | 0    | Amburgo          |
| 9  | A    | Marcus Berg          | 17 agosto 1986 (31 anni)   | 55    | 18   | Al-Ain           |
| 10 | C    | Emil Forsberg        | 23 ottobre 1991 (26 anni)  | 34    | 6    | RB Lipsia        |
| 11 | A    | John Guidetti        | 15 aprile 1992 (26 anni)   | 20    | 1    | Celta Vigo       |
| 12 | P    | Karl-Johan Johnsson  | 28 gennaio 1990 (28 anni)  | 5     | 0    | Guingamp         |
| 13 | C    | Gustav Svensson      | 7 febbraio 1987 (31 anni)  | 11    | 0    | Seattle Sounders |
| 14 | D    | Filip Helander       | 22 aprile 1993 (25 anni)   | 4     | 0    | Bologna          |
| 15 | C    | Oscar Hiljemark      | 28 giugno 1992 (25 anni)   | 20    | 2    | Genoa            |
| 16 | D    | Emil Krafth          | 2 agosto 1994 (23 anni)    | 11    | 0    | Bologna          |
| 17 | C    | Viktor Claesson      | 2 gennaio 1992 (26 anni)   | 21    | 3    | Krasnodar        |
| 18 | D    | Pontus Jansson       | 13 febbraio 1991 (27 anni) | 14    | 0    | Leeds Utd        |
| 19 | C    | Marcus Rohdén        | 11 maggio 1991 (27 anni)   | 10    | 1    | Crotone          |
| 20 | A    | Ola Toivonen         | 3 luglio 1986 (31 anni)    | 57    | 13   | Tolosa           |
| 21 | C    | Jimmy Durmaz         | 22 marzo 1989 (29 anni)    | 44    | 3    | Tolosa           |
| 22 | A    | Isaac Kiese Thelin   | 24 giugno 1992 (25 anni)   | 18    | 2    | KSK Beveren      |
| 23 | P    | Kristoffer Nordfeldt | 23 giugno 1989 (28 anni)   | 8     | 0    | Swansea City     |

## Gruppo G

### Belgio
Commissario tecnico:  Roberto Martínez
Lista dei convocati resa nota il 4 giugno 2018.
| N. | Pos. | Giocatore          | Data nascita (età)          | Pres. | Reti | Squadra             |
| -- | ---- | ------------------ | --------------------------- | ----- | ---- | ------------------- |
| 1  | P    | Thibaut Courtois   | 11 maggio 1992 (26 anni)    | 56    | 0    | Chelsea             |
| 2  | D    | Toby Alderweireld  | 2 aprile 1989 (29 anni)     | 72    | 3    | Tottenham           |
| 3  | D    | Thomas Vermaelen   | 11 novembre 1985 (32 anni)  | 64    | 1    | Barcellona          |
| 4  | D    | Vincent Kompany    | 10 aprile 1986 (32 anni)    | 74    | 4    | Manchester City     |
| 5  | D    | Jan Vertonghen     | 24 aprile 1987 (31 anni)    | 100   | 8    | Tottenham           |
| 6  | C    | Axel Witsel        | 12 gennaio 1989 (29 anni)   | 85    | 9    | Tianjin Quanjian    |
| 7  | C    | Kevin De Bruyne    | 28 giugno 1991 (26 anni)    | 57    | 13   | Manchester City     |
| 8  | C    | Marouane Fellaini  | 22 novembre 1987 (30 anni)  | 79    | 16   | Manchester Utd      |
| 9  | A    | Romelu Lukaku      | 13 maggio 1993 (25 anni)    | 64    | 30   | Manchester Utd      |
| 10 | A    | Eden Hazard        | 7 gennaio 1991 (27 anni)    | 82    | 21   | Chelsea             |
| 11 | C    | Yannick Carrasco   | 4 settembre 1993 (24 anni)  | 23    | 5    | Dalian Yifang       |
| 12 | P    | Simon Mignolet     | 6 marzo 1988 (30 anni)      | 21    | 0    | Liverpool           |
| 13 | P    | Koen Casteels      | 25 giugno 1992 (25 anni)    | 0     | 0    | Wolfsburg           |
| 14 | A    | Dries Mertens      | 6 maggio 1987 (31 anni)     | 65    | 13   | Napoli              |
| 15 | D    | Thomas Meunier     | 12 settembre 1991 (26 anni) | 23    | 5    | Paris Saint-Germain |
| 16 | C    | Thorgan Hazard     | 29 marzo 1993 (25 anni)     | 8     | 1    | Borussia M'gladbach |
| 17 | C    | Youri Tielemans    | 7 maggio 1997 (21 anni)     | 7     | 0    | Monaco              |
| 18 | A    | Adnan Januzaj      | 5 febbraio 1995 (23 anni)   | 7     | 0    | Real Sociedad       |
| 19 | C    | Moussa Dembélé     | 16 luglio 1987 (30 anni)    | 74    | 5    | Tottenham           |
| 20 | D    | Dedryck Boyata     | 28 novembre 1990 (27 anni)  | 5     | 0    | Celtic              |
| 21 | A    | Michy Batshuayi    | 2 ottobre 1993 (24 anni)    | 13    | 5    | Borussia Dortmund   |
| 22 | C    | Nacer Chadli       | 2 settembre 1989 (28 anni)  | 41    | 4    | West Bromwich       |
| 23 | D    | Leander Dendoncker | 15 aprile 1995 (23 anni)    | 4     | 0    | Anderlecht          |

### Inghilterra
Commissario tecnico:  Gareth Southgate
Lista dei convocati resa nota il 16 maggio 2018.
| N. | Pos. | Giocatore              | Data nascita (età)          | Pres. | Reti | Squadra         |
| -- | ---- | ---------------------- | --------------------------- | ----- | ---- | --------------- |
| 1  | P    | Jordan Pickford        | 7 marzo 1994 (24 anni)      | 2     | 0    | Everton         |
| 2  | D    | Kyle Walker            | 28 maggio 1990 (28 anni)    | 34    | 0    | Manchester City |
| 3  | D    | Danny Rose             | 2 luglio 1990 (27 anni)     | 16    | 0    | Tottenham       |
| 4  | C    | Eric Dier              | 15 gennaio 1994 (24 anni)   | 25    | 3    | Tottenham       |
| 5  | D    | John Stones            | 28 maggio 1994 (24 anni)    | 24    | 0    | Manchester City |
| 6  | D    | Harry Maguire          | 5 marzo 1993 (25 anni)      | 4     | 0    | Leicester City  |
| 7  | C    | Jesse Lingard          | 15 dicembre 1992 (25 anni)  | 10    | 1    | Manchester Utd  |
| 8  | C    | Jordan Henderson       | 17 giugno 1990 (27 anni)    | 38    | 0    | Liverpool       |
| 9  | A    | Harry Kane             | 28 luglio 1993 (24 anni)    | 23    | 12   | Tottenham       |
| 10 | C    | Raheem Sterling        | 8 dicembre 1994 (23 anni)   | 37    | 2    | Manchester City |
| 11 | A    | Jamie Vardy            | 11 gennaio 1987 (31 anni)   | 21    | 7    | Leicester City  |
| 12 | D    | Kieran Trippier        | 19 settembre 1990 (27 anni) | 5     | 0    | Tottenham       |
| 13 | P    | Jack Butland           | 10 marzo 1993 (25 anni)     | 7     | 0    | Stoke City      |
| 14 | A    | Danny Welbeck          | 26 novembre 1990 (27 anni)  | 37    | 15   | Arsenal         |
| 15 | D    | Gary Cahill            | 19 dicembre 1985 (32 anni)  | 58    | 4    | Chelsea         |
| 16 | D    | Phil Jones             | 21 febbraio 1992 (26 anni)  | 24    | 0    | Manchester Utd  |
| 17 | C    | Fabian Delph           | 21 novembre 1989 (28 anni)  | 9     | 0    | Manchester City |
| 18 | D    | Ashley Young           | 9 luglio 1985 (32 anni)     | 33    | 7    | Manchester Utd  |
| 19 | A    | Marcus Rashford        | 31 ottobre 1997 (20 anni)   | 17    | 2    | Manchester Utd  |
| 20 | C    | Dele Alli              | 11 aprile 1996 (22 anni)    | 23    | 2    | Tottenham       |
| 21 | C    | Ruben Loftus-Cheek     | 23 gennaio 1996 (22 anni)   | 2     | 0    | Crystal Palace  |
| 22 | D    | Trent Alexander-Arnold | 7 ottobre 1998 (19 anni)    | 0     | 0    | Liverpool       |
| 23 | P    | Nick Pope              | 19 aprile 1992 (26 anni)    | 0     | 0    | Burnley         |

### Panama
Commissario tecnico:  Hernán Darío Gómez
Lista dei convocati resa nota il 30 maggio 2018.
| N. | Pos. | Giocatore           | Data nascita (età)          | Pres. | Reti | Squadra              |
| -- | ---- | ------------------- | --------------------------- | ----- | ---- | -------------------- |
| 1  | P    | Jaime Penedo        | 26 settembre 1981 (36 anni) | 130   | 0    | Dinamo Bucarest      |
| 2  | D    | Michael Murillo     | 11 febbraio 1996 (22 anni)  | 21    | 2    | N.Y. Red Bulls       |
| 3  | D    | Harold Cummings     | 1º marzo 1992 (26 anni)     | 51    | 0    | S.J. Earthquakes     |
| 4  | D    | Fidel Escobar       | 9 gennaio 1995 (23 anni)    | 22    | 1    | N.Y. Red Bulls       |
| 5  | D    | Román Torres        | 20 marzo 1986 (32 anni)     | 110   | 10   | Seattle Sounders     |
| 6  | C    | Gabriel Gómez       | 29 maggio 1984 (34 anni)    | 143   | 12   | Atlético Bucaramanga |
| 7  | A    | Blas Pérez          | 13 marzo 1981 (37 anni)     | 117   | 43   | CSD Municipal        |
| 8  | C    | Édgar Bárcenas      | 23 ottobre 1993 (24 anni)   | 28    | 0    | Cafetaleros (T)      |
| 9  | A    | Gabriel Torres      | 31 ottobre 1988 (29 anni)   | 71    | 14   | Huachipato           |
| 10 | A    | Ismael Díaz         | 12 maggio 1997 (21 anni)    | 10    | 2    | Deportivo B          |
| 11 | C    | Armando Cooper      | 26 novembre 1987 (30 anni)  | 97    | 7    | Universidad de Chile |
| 12 | P    | José Calderón       | 14 agosto 1985 (32 anni)    | 31    | 0    | Chorrillo            |
| 13 | D    | Adolfo Machado      | 14 febbraio 1985 (33 anni)  | 75    | 1    | Houston Dynamo       |
| 14 | C    | Valentín Pimentel   | 30 maggio 1991 (27 anni)    | 22    | 1    | Plaza Amador         |
| 15 | D    | Eric Davis          | 31 marzo 1991 (27 anni)     | 37    | 0    | DAC Dunajská Streda  |
| 16 | A    | Abdiel Arroyo       | 13 dicembre 1993 (24 anni)  | 33    | 5    | Alajuelense          |
| 17 | D    | Luis Ovalle         | 7 settembre 1988 (29 anni)  | 25    | 0    | Olimpia              |
| 18 | A    | Luis Tejada         | 28 marzo 1982 (36 anni)     | 105   | 43   | Sport Boys           |
| 19 | C    | Ricardo Ávila       | 4 febbraio 1997 (21 anni)   | 5     | 0    | Gent                 |
| 20 | C    | Aníbal Godoy        | 10 febbraio 1990 (28 anni)  | 88    | 2    | S.J. Earthquakes     |
| 21 | C    | José Luis Rodríguez | 19 giugno 1998 (19 anni)    | 1     | 0    | Gent                 |
| 22 | P    | Álex Rodríguez      | 5 agosto 1990 (27 anni)     | 6     | 0    | San Francisco        |
| 23 | D    | Felipe Baloy        | 24 febbraio 1981 (37 anni)  | 102   | 3    | CSD Municipal        |

### Tunisia
Commissario tecnico:  Nabil Maâloul
Lista dei convocati resa nota il 2 giugno 2018.
| N. | Pos. | Giocatore               | Data nascita (età)          | Pres. | Reti | Squadra         |
| -- | ---- | ----------------------- | --------------------------- | ----- | ---- | --------------- |
| 1  | P    | Farouk Ben Mustapha     | 1º luglio 1989 (28 anni)    | 15    | 0    | Al-Shabab       |
| 2  | D    | Syam Ben Youssef        | 31 marzo 1989 (29 anni)     | 41    | 1    | Kasımpaşa       |
| 3  | D    | Yohan Benalouane        | 28 marzo 1987 (31 anni)     | 3     | 0    | Leicester City  |
| 4  | D    | Yassine Meriah          | 2 luglio 1993 (24 anni)     | 16    | 1    | Sfaxien         |
| 5  | D    | Oussama Haddadi         | 28 gennaio 1992 (26 anni)   | 8     | 0    | Digione         |
| 6  | D    | Rami Bedoui             | 19 gennaio 1990 (28 anni)   | 10    | 0    | Étoile du Sahel |
| 7  | C    | Saîf-Eddine Khaoui      | 27 aprile 1995 (23 anni)    | 4     | 0    | Troyes          |
| 8  | A    | Fakhreddine Ben Youssef | 21 giugno 1991 (26 anni)    | 38    | 5    | Al-Ettifaq      |
| 9  | A    | Anice Badri             | 18 settembre 1990 (27 anni) | 9     | 3    | Espérance       |
| 10 | A    | Wahbi Khazri            | 8 febbraio 1990 (28 anni)   | 37    | 12   | Rennes          |
| 11 | D    | Dylan Bronn             | 19 giugno 1995 (22 anni)    | 4     | 0    | Gent            |
| 12 | D    | Ali Maâloul             | 1º gennaio 1990 (28 anni)   | 48    | 0    | Al-Ahly         |
| 13 | C    | Ferjani Sassi           | 18 marzo 1992 (26 anni)     | 40    | 3    | Al-Nassr        |
| 14 | C    | Mohamed Amine Ben Amor  | 3 maggio 1992 (26 anni)     | 26    | 2    | Al-Ahli         |
| 15 | C    | Ahmed Khalil            | 21 dicembre 1994 (23 anni)  | 2     | 0    | Club Africain   |
| 16 | P    | Aymen Mathlouthi        | 14 settembre 1984 (33 anni) | 70    | 0    | Al-Batin        |
| 17 | C    | Ellyes Skhiri           | 10 maggio 1995 (23 anni)    | 4     | 0    | Montpellier     |
| 18 | C    | Bassem Srarfi           | 24 giugno 1997 (20 anni)    | 4     | 0    | Nizza           |
| 19 | A    | Saber Khalifa           | 14 ottobre 1988 (29 anni)   | 44    | 7    | Club Africain   |
| 20 | C    | Ghailene Chaalali       | 28 febbraio 1994 (24 anni)  | 7     | 1    | Espérance       |
| 21 | D    | Hamdi Nagguez           | 28 ottobre 1992 (25 anni)   | 17    | 0    | Zamalek         |
| 22 | P    | Mouez Hassen            | 5 marzo 1995 (23 anni)      | 3     | 0    | Châteauroux     |
| 23 | C    | Naïm Sliti              | 27 luglio 1992 (25 anni)    | 19    | 3    | Digione         |

## Gruppo H

### Colombia
Commissario tecnico:  José Pekerman
Lista dei convocati resa nota il 4 giugno 2018.
| N. | Pos. | Giocatore              | Data nascita (età)          | Pres. | Reti | Squadra        |
| -- | ---- | ---------------------- | --------------------------- | ----- | ---- | -------------- |
| 1  | P    | David Ospina           | 31 agosto 1988 (29 anni)    | 86    | 0    | Arsenal        |
| 2  | D    | Cristián Zapata        | 30 settembre 1986 (31 anni) | 55    | 2    | Milan          |
| 3  | D    | Oscar Murillo          | 18 aprile 1988 (30 anni)    | 13    | 0    | Pachuca        |
| 4  | D    | Santiago Arias         | 13 gennaio 1992 (26 anni)   | 41    | 0    | PSV            |
| 5  | C    | Wílmar Barrios         | 24 ottobre 1993 (24 anni)   | 10    | 0    | Boca Juniors   |
| 6  | C    | Carlos Sánchez         | 6 febbraio 1986 (32 anni)   | 85    | 0    | Espanyol       |
| 7  | A    | Carlos Bacca           | 8 settembre 1986 (31 anni)  | 45    | 14   | Villarreal     |
| 8  | C    | Abel Aguilar           | 6 gennaio 1985 (33 anni)    | 70    | 7    | Deportivo Cali |
| 9  | A    | Radamel Falcao         | 10 febbraio 1986 (32 anni)  | 73    | 29   | Monaco         |
| 10 | C    | James Rodríguez        | 12 luglio 1991 (26 anni)    | 63    | 21   | Bayern Monaco  |
| 11 | C    | Juan Cuadrado          | 26 maggio 1988 (30 anni)    | 70    | 7    | Juventus       |
| 12 | P    | Camilo Vargas          | 1º settembre 1989 (28 anni) | 5     | 0    | Deportivo Cali |
| 13 | D    | Yerry Mina             | 23 settembre 1994 (23 anni) | 12    | 3    | Barcellona     |
| 14 | A    | Luis Muriel            | 18 aprile 1991 (27 anni)    | 18    | 2    | Siviglia       |
| 15 | C    | Mateus Uribe           | 21 marzo 1991 (27 anni)     | 8     | 0    | América        |
| 16 | C    | Jefferson Lerma        | 25 ottobre 1994 (23 anni)   | 5     | 0    | Levante        |
| 17 | C    | Johan Mojica           | 21 ottobre 1992 (25 anni)   | 4     | 1    | Girona         |
| 18 | D    | Farid Díaz             | 20 luglio 1983 (34 anni)    | 13    | 0    | Olimpia        |
| 19 | A    | Miguel Borja           | 26 gennaio 1993 (25 anni)   | 7     | 2    | Palmeiras      |
| 20 | C    | Juan Fernando Quintero | 18 gennaio 1993 (25 anni)   | 15    | 2    | River Plate    |
| 21 | A    | José Izquierdo         | 7 luglio 1992 (25 anni)     | 5     | 1    | Brighton       |
| 22 | P    | José Fernando Cuadrado | 1º giugno 1985 (33 anni)    | 1     | 0    | Once Caldas    |
| 23 | D    | Davinson Sánchez       | 12 giugno 1996 (22 anni)    | 9     | 0    | Tottenham      |

### Giappone
Commissario tecnico:  Akira Nishino
Lista dei convocati resa nota il 4 giugno 2018.
| N. | Pos. | Giocatore            | Data nascita (età)          | Pres. | Reti | Squadra               |
| -- | ---- | -------------------- | --------------------------- | ----- | ---- | --------------------- |
| 1  | P    | Eiji Kawashima       | 20 maggio 1983 (34 anni)    | 84    | 0    | Metz                  |
| 2  | D    | Naomichi Ueda        | 24 ottobre 1994 (23 anni)   | 3     | 0    | Kashima Antlers       |
| 3  | D    | Gen Shōji            | 11 dicembre 1992 (25 anni)  | 11    | 1    | Kashima Antlers       |
| 4  | C    | Keisuke Honda        | 13 giugno 1986 (31 anni)    | 94    | 36   | Pachuca               |
| 5  | D    | Yūto Nagatomo        | 12 settembre 1986 (31 anni) | 104   | 3    | Galatasaray           |
| 6  | D    | Wataru Endō          | 9 febbraio 1993 (25 anni)   | 11    | 0    | Urawa Reds            |
| 7  | C    | Gaku Shibasaki       | 28 maggio 1992 (25 anni)    | 16    | 3    | Getafe                |
| 8  | C    | Genki Haraguchi      | 9 maggio 1991 (27 anni)     | 31    | 6    | Fortuna Düsseldorf    |
| 9  | A    | Shinji Okazaki       | 16 aprile 1986 (32 anni)    | 112   | 50   | Leicester City        |
| 10 | C    | Shinji Kagawa        | 17 marzo 1989 (29 anni)     | 90    | 29   | Borussia Dortmund     |
| 11 | C    | Takashi Usami        | 6 maggio 1992 (26 anni)     | 22    | 3    | Fortuna Düsseldorf    |
| 12 | P    | Masaaki Higashiguchi | 12 maggio 1986 (32 anni)    | 4     | 0    | Gamba Osaka           |
| 13 | A    | Yoshinori Mutō       | 15 luglio 1992 (25 anni)    | 22    | 2    | Magonza               |
| 14 | C    | Takashi Inui         | 2 giugno 1988 (29 anni)     | 25    | 2    | Betis                 |
| 15 | A    | Yūya Ōsako           | 18 maggio 1990 (28 anni)    | 27    | 7    | Werder Brema          |
| 16 | C    | Hotaru Yamaguchi     | 6 ottobre 1990 (27 anni)    | 41    | 2    | Cerezo Osaka          |
| 17 | C    | Makoto Hasebe        | 18 gennaio 1984 (34 anni)   | 109   | 2    | Eintracht Francoforte |
| 18 | C    | Ryōta Ōshima         | 23 gennaio 1993 (25 anni)   | 4     | 0    | Kawasaki Frontale     |
| 19 | D    | Hiroki Sakai         | 12 aprile 1990 (28 anni)    | 41    | 0    | Olympique Marsiglia   |
| 20 | D    | Tomoaki Makino       | 11 maggio 1987 (31 anni)    | 31    | 4    | Urawa Reds            |
| 21 | D    | Gōtoku Sakai         | 14 marzo 1991 (27 anni)     | 39    | 0    | Amburgo               |
| 22 | D    | Maya Yoshida         | 24 agosto 1988 (29 anni)    | 81    | 10   | Southampton           |
| 23 | P    | Kōsuke Nakamura      | 27 febbraio 1995 (23 anni)  | 3     | 0    | Kashiwa Reysol        |

### Polonia
Commissario tecnico:  Adam Nawałka
Lista dei convocati resa nota il 4 giugno 2018.
| N. | Pos. | Giocatore            | Data nascita (età)          | Pres. | Reti | Squadra           |
| -- | ---- | -------------------- | --------------------------- | ----- | ---- | ----------------- |
| 1  | P    | Wojciech Szczęsny    | 18 aprile 1990 (28 anni)    | 33    | 0    | Juventus          |
| 2  | D    | Michał Pazdan        | 21 settembre 1987 (30 anni) | 31    | 0    | Legia Varsavia    |
| 3  | D    | Artur Jędrzejczyk    | 4 novembre 1987 (30 anni)   | 35    | 3    | Legia Varsavia    |
| 4  | D    | Thiago Cionek        | 21 aprile 1986 (32 anni)    | 17    | 0    | SPAL              |
| 5  | D    | Jan Bednarek         | 12 aprile 1996 (22 anni)    | 1     | 0    | Southampton       |
| 6  | C    | Jacek Góralski       | 21 settembre 1992 (25 anni) | 3     | 0    | Ludogorec         |
| 7  | A    | Arkadiusz Milik      | 28 febbraio 1994 (24 anni)  | 38    | 12   | Napoli            |
| 8  | C    | Karol Linetty        | 2 febbraio 1995 (23 anni)   | 19    | 1    | Sampdoria         |
| 9  | A    | Robert Lewandowski   | 21 agosto 1988 (29 anni)    | 93    | 52   | Bayern Monaco     |
| 10 | C    | Grzegorz Krychowiak  | 29 gennaio 1990 (28 anni)   | 49    | 2    | West Bromwich     |
| 11 | C    | Kamil Grosicki       | 8 giugno 1988 (30 anni)     | 56    | 12   | Hull City         |
| 12 | P    | Bartosz Białkowski   | 6 luglio 1987 (30 anni)     | 1     | 0    | Ipswich Town      |
| 13 | C    | Maciej Rybus         | 19 agosto 1989 (28 anni)    | 49    | 2    | Lokomotiv Mosca   |
| 14 | A    | Łukasz Teodorczyk    | 3 giugno 1991 (27 anni)     | 15    | 4    | Anderlecht        |
| 15 | D    | Kamil Glik           | 3 febbraio 1988 (30 anni)   | 58    | 4    | Monaco            |
| 16 | C    | Jakub Błaszczykowski | 14 dicembre 1985 (32 anni)  | 97    | 19   | Wolfsburg         |
| 17 | C    | Sławomir Peszko      | 19 febbraio 1985 (33 anni)  | 43    | 2    | Lechia Danzica    |
| 18 | D    | Bartosz Bereszyński  | 12 luglio 1992 (25 anni)    | 6     | 0    | Sampdoria         |
| 19 | C    | Piotr Zieliński      | 20 maggio 1994 (24 anni)    | 31    | 4    | Napoli            |
| 20 | D    | Łukasz Piszczek      | 3 giugno 1985 (33 anni)     | 61    | 3    | Borussia Dortmund |
| 21 | C    | Rafał Kurzawa        | 29 gennaio 1993 (25 anni)   | 3     | 0    | Górnik Zabrze     |
| 22 | P    | Łukasz Fabiański     | 18 aprile 1985 (33 anni)    | 43    | 0    | Swansea City      |
| 23 | A    | Dawid Kownacki       | 14 marzo 1997 (21 anni)     | 1     | 0    | Sampdoria         |

### Senegal
Commissario tecnico:  Aliou Cissé
Lista dei convocati resa nota il 17 maggio 2018.
| N. | Pos. | Giocatore         | Data nascita (età)          | Pres. | Reti | Squadra         |
| -- | ---- | ----------------- | --------------------------- | ----- | ---- | --------------- |
| 1  | P    | Abdoulaye Diallo  | 30 marzo 1992 (26 anni)     | 16    | 0    | Rennes          |
| 2  | D    | Adama Mbengué     | 1º dicembre 1993 (24 anni)  | 6     | 0    | Caen            |
| 3  | D    | Kalidou Koulibaly | 20 giugno 1991 (26 anni)    | 23    | 0    | Napoli          |
| 4  | D    | Kara Mbodj        | 11 novembre 1989 (28 anni)  | 51    | 5    | Anderlecht      |
| 5  | C    | Idrissa Gueye     | 26 settembre 1989 (28 anni) | 58    | 1    | Everton         |
| 6  | D    | Salif Sané        | 25 agosto 1990 (27 anni)    | 19    | 0    | Hannover 96     |
| 7  | A    | Moussa Sow        | 19 gennaio 1986 (32 anni)   | 50    | 18   | Bursaspor       |
| 8  | C    | Cheikhou Kouyaté  | 21 dicembre 1989 (28 anni)  | 46    | 2    | West Ham Utd    |
| 9  | A    | Mame Biram Diouf  | 20 settembre 1987 (30 anni) | 46    | 10   | Stoke City      |
| 10 | A    | Sadio Mané        | 10 aprile 1992 (26 anni)    | 51    | 14   | Liverpool       |
| 11 | C    | Cheikh N'Doye     | 29 marzo 1986 (32 anni)     | 23    | 3    | Birmingham City |
| 12 | D    | Youssouf Sabaly   | 5 marzo 1993 (25 anni)      | 3     | 0    | Bordeaux        |
| 13 | C    | Alfred N'Diaye    | 6 marzo 1990 (28 anni)      | 18    | 0    | Wolverhampton   |
| 14 | A    | Moussa Konaté     | 3 aprile 1993 (25 anni)     | 26    | 9    | Amiens          |
| 15 | A    | Diafra Sakho      | 24 dicembre 1989 (28 anni)  | 9     | 3    | Rennes          |
| 16 | P    | Khadim N'Diaye    | 30 novembre 1984 (33 anni)  | 24    | 0    | Horoya          |
| 17 | C    | Badou Ndiaye      | 27 ottobre 1990 (27 anni)   | 17    | 1    | Stoke City      |
| 18 | D    | Ismaïla Sarr      | 25 febbraio 1998 (20 anni)  | 13    | 2    | Rennes          |
| 19 | A    | M'Baye Niang      | 19 dicembre 1994 (23 anni)  | 4     | 0    | Torino          |
| 20 | A    | Keita Baldé Diao  | 8 marzo 1995 (23 anni)      | 16    | 3    | Monaco          |
| 21 | D    | Lamine Gassama    | 20 ottobre 1989 (28 anni)   | 34    | 0    | Alanyaspor      |
| 22 | D    | Moussa Wagué      | 4 ottobre 1998 (19 anni)    | 8     | 0    | Eupen           |
| 23 | P    | Alfred Gomis      | 5 settembre 1993 (24 anni)  | 1     | 0    | SPAL            |

## Statistiche

### Record
- Daniel Arzani (Australia) è il giocatore più giovane con 19 anni, 5 mesi e 10 giorni.
- Francis Uzoho (Nigeria) è il portiere più giovane con 19 anni, 7 mesi e 17 giorni.
- Essam El-Hadary (Egitto) è il giocatore più anziano con 45 anni mentre Rafael Márquez (Messico) è il giocatore di movimento più anziano con 39 anni.
- Sempre Essam El-Hadary (Egitto) è il giocatore con più presenze in nazionale: 157.
- Il capitano più giovane è Harry Kane dell'Inghilterra con 24 anni.

### Giocatori per campionato
| Paese          | Giocatori | Giocatori al di fuori della nazionale | Giocatori dei campionati inferiori |
| -------------- | --------- | ------------------------------------- | ---------------------------------- |
| Inghilterra    | 130       | 107                                   | 24                                 |
| Spagna         | 81        | 64                                    | 2                                  |
| Germania       | 67        | 52                                    | 5                                  |
| Italia         | 58        | 58                                    | 0                                  |
| Francia        | 49        | 40                                    | 2                                  |
| Russia         | 36        | 15                                    | 0                                  |
| Arabia Saudita | 30        | 10                                    | 0                                  |
| Messico        | 22        | 14                                    | 0                                  |
| Turchia        | 22        | 22                                    | 0                                  |
| Portogallo     | 19        | 13                                    | 0                                  |
| Paesi Bassi    | 15        | 15                                    | 0                                  |

- L'Inghilterra è l'unica nazionale composta totalmente da giocatori provenienti dal proprio campionato nazionale.
- Il Belgio è la nazionale composta da più giocatori provenienti da un campionato estero con 11 giocatori di Premier League.
- Tra i paesi non rappresentati da una nazionale al mondiale, il campionato italiano è quello che fornisce il maggior numero di giocatori.
- Due nazionali (Senegal e Svezia) sono composte totalmente da giocatori provenienti da campionati esteri.
- Quattro squadre hanno un solo giocatore proveniente dal proprio campionato nazionale (Belgio, Islanda, Nigeria e Svizzera).[8]

### Giocatori per club
| Giocatori | Squadra                                 |
| --------- | --------------------------------------- |
| 16        | Manchester City                         |
| 15        | Real Madrid                             |
| 14        | Barcellona                              |
| 12        | Chelsea, Paris Saint-Germain, Tottenham |
| 11        | Bayern Monaco, Juventus, Manchester Utd |

### Allenatori per nazione
Gli allenatori in grassetto rappresentano il proprio paese.
| Numero | Paese         | Allenatori                                                                             |
| ------ | ------------- | -------------------------------------------------------------------------------------- |
| 4      | Argentina     | Jorge Sampaoli, Héctor Cúper (Egitto), Ricardo Gareca (Perù), José Pekerman (Colombia) |
| 3      | Spagna        | Fernando Hierro, Roberto Martínez (Belgio), Juan Antonio Pizzi (Arabia Saudita)        |
| 2      | Colombia      | Juan Carlos Osorio (Messico), Hernán Darío Gómez (Panama)                              |
| 2      | Francia       | Didier Deschamps, Hervé Renard (Marocco)                                               |
| 2      | Germania      | Joachim Löw, Gernot Rohr (Nigeria)                                                     |
| 2      | Portogallo    | Fernando Santos, Carlos Queiroz (Iran)                                                 |
| 1      | Brasile       | Tite                                                                                   |
| 1      | Corea del Sud | Shin Tae-yong                                                                          |
| 1      | Costa Rica    | Oscar Ramírez                                                                          |
| 1      | Croazia       | Zlatko Dalić                                                                           |
| 1      | Giappone      | Akira Nishino                                                                          |
| 1      | Inghilterra   | Gareth Southgate                                                                       |
| 1      | Islanda       | Heimir Hallgrímsson                                                                    |
| 1      | Norvegia      | Åge Hareide (Danimarca)                                                                |
| 1      | Paesi Bassi   | Bert van Marwijk (Australia)                                                           |
| 1      | Polonia       | Adam Nawałka                                                                           |
| 1      | Russia        | Stanislav Čerčesov                                                                     |
| 1      | Senegal       | Aliou Cissé                                                                            |
| 1      | Serbia        | Mladen Krstajić                                                                        |
| 1      | Svezia        | Janne Andersson                                                                        |
| 1      | Svizzera      | Vladimir Petković                                                                      |
| 1      | Tunisia       | Nabil Maâloul                                                                          |
| 1      | Uruguay       | Óscar Tabárez                                                                          |